# Hạ Long
Hạ Long (trước năm 1994 là thị xã Hồng Gai) là thành phố tỉnh lỵ cũ của tỉnh Quảng Ninh, Việt Nam. Thành phố được đặt theo tên của vịnh Hạ Long, vịnh biển nằm ở phía nam thành phố và là một di sản thiên nhiên nổi tiếng của Việt Nam.
Thành phố Hạ Long được thành lập ngày 27 tháng 12 năm 1993 trên cơ sở toàn bộ diện tích và dân số của thị xã Hồng Gai. Ngày 10 tháng 10 năm 2013, thành phố được công nhận là đô thị loại I.
Trước đây, địa giới hành chính trên đất liền của thành phố bị chia tách bởi vịnh Cửa Lục, thành 2 khu tương ứng với 2 bán đảo: Bãi Cháy và Hòn Gai, khu vực phía bắc vịnh khi đó thuộc địa phận huyện Hoành Bồ. Cầu Bãi Cháy (trước năm 2006 là bến phà Bãi Cháy) là tuyến giao thông duy nhất kết nối trực tiếp hai bên bờ của thành phố lúc bấy giờ. Ngày 1 tháng 1 năm 2020, sau khi sáp nhập với huyện Hoành Bồ, Hạ Long trở thành thành phố thuộc tỉnh có diện tích lớn nhất Việt Nam, địa giới hành chính trên đất liền của thành phố trở thành một khối.

## Lịch sử
Người tiền sử đã xuất hiện trên Vịnh Hạ Long từ rất lâu. Qua nhiều năm khảo cổ, các nhà nghiên cứu kết luận rằng trong suốt tiến trình sơ sử, ba nền văn hóa mang tên Soi Nhụ-Cái Bèo-Hạ Long trên khu vực vịnh cho thấy vịnh Hạ Long và khu vực lân cận một thời từng là cái nôi văn hóa của nhân loại.
Vùng đất trung tâm của thành phố Hạ Long ngày nay, xưa kia chỉ là một làng chài ven biển, có tên là Bãi Hàu.
Đến đầu thời Nguyễn được đổi tên thành xã Mẫu Lệ. Về sau, hình thành thêm các xã Hà Lầm, Lũng Phong, Giang Võng và Trúc Võng. Các xã phường phía Đông và phía Tây của thành phố hiện nay, trước đó đều thuộc huyện Hoành Bồ...

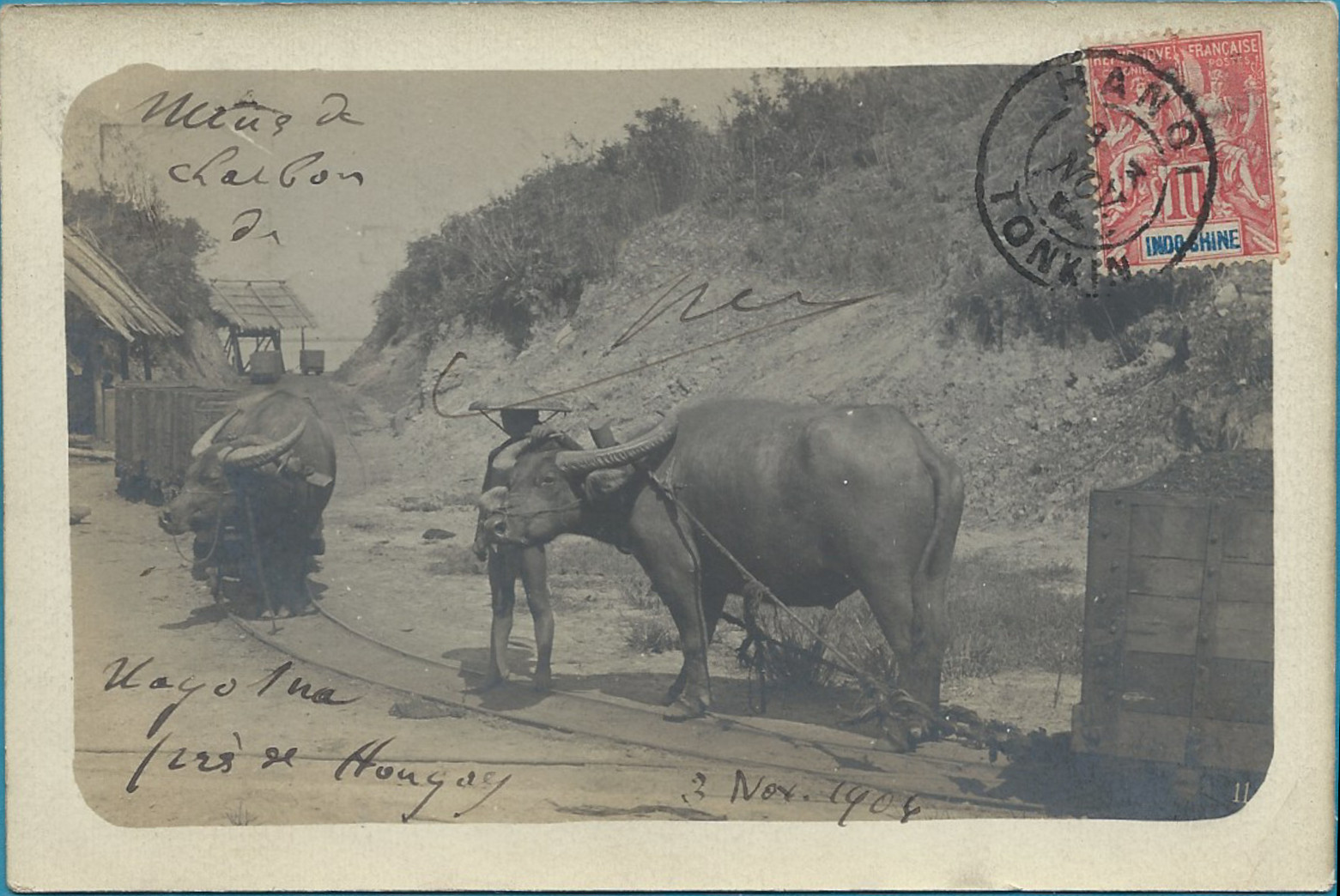
Người lao động bên con trâu kéo xe goòng chở than ở Hòn Gai khoảng 1904

Năm 1883, Pháp chiếm vùng vịnh Hạ Long, họ tiến hành khai thác than ở các mỏ trên bờ vịnh. Có ý kiến cho rằng do trên các đảo ở đây có nhiều cây gai nên người Pháp gọi là lle des brouilles, phiên âm là Hon Gai hay Hon Gay, sau đổi thành Hòn Gai. Còn theo các nhà nghiên cứu thì Hòn Gai là cách gọi lệch của người Pháp từ địa danh Hồng Hải (tức Biển Đỏ) lúc bấy giờ. Do tiếng Pháp âm H là âm câm. Nên đọc là Hongay hay Hòn Gai sau này. Lúc bấy giờ, Hòn Gai là một đơn vị hành chính trực thuộc tỉnh Quảng Yên.
Sau Cách mạng tháng 8 năm 1945, thị xã Hồng Gai trở thành thủ phủ của vùng mỏ. Cuối năm 1946, người Pháp tái chiếm Hòn Gai.
Sau hiệp định Genève 1954, thị xã Hồng Gai lại là thủ phủ của khu Hồng Quảng.
Ngày 17 tháng 6 năm 1958, xã Thành Công thuộc huyện Hoành Bồ được sáp nhập vào thị xã Hòn Gai.
Ngày 30 tháng 10 năm 1963, tỉnh Hải Ninh và khu Hồng Quảng hợp nhất thành tỉnh Quảng Ninh, từ đó Hồng Gai trở thành thủ phủ của Quảng Ninh.
Ngày 26 tháng 9 năm 1966, chuyển xã Tân Hải về huyện Cẩm Phả quản lý.
Thị xã Hồng Gai là trung tâm cung cấp than cho toàn bộ ngành công nghiệp của Miền Bắc xã hội chủ nghĩa, là cửa ngõ nối với Trung Quốc nên trở thành trọng điểm đánh phá ác liệt của Mỹ trong chiến tranh. Bến phà Bãi Cháy (ngừng hoạt động năm 2007, nay được thay thế bằng cầu Bãi Cháy) đã từng là đầu mối giao thông quan trọng, bị bom Mỹ hủy diệt nhiều lần, 3 lần danh hiệu Anh hùng lực lượng vũ trang nhân dân.
Sau năm 1975, thị xã Hồng Gai có 4 phường: Bạch Đằng, Hạ Long, Trần Hưng Đạo, Yết Kiêu; 5 thị trấn: Bãi Cháy, Cao Thắng, Cọc 5, Hà Lầm, Hà Tu và 3 xã: Hùng Thắng, Thành Công, Tuần Châu.
Ngày 16 tháng 1 năm 1979, chia thị trấn Bãi Cháy thành 2 thị trấn: Bãi Cháy và Giếng Đáy.
Ngày 10 tháng 9 năm 1981, Hội đồng Bộ trưởng ban hành Quyết định 63-HĐBT. Theo đó:
- Chia thị trấn Hà Tu thành 2 phường Hà Tu và Hà Phong.
- Chia thị trấn Hà Lầm thành 3 phường Hà Lầm, Hà Trung và Hà Khánh.
- Chia thị trấn Cọc 5 thành 2 phường Hồng Hà và Hồng Hải.
- Chia thị trấn Cao Thắng thành 2 phường: Cao Thắng và Cao Xanh.
- Chia thị trấn Giếng Đáy thành 2 phường Giếng Đáy và Hà Khẩu.
- Chuyển thị trấn Bãi Cháy thành phường Bãi Cháy.

Đầu năm 1993, thị xã Hồng Gai có 16 phường: Bạch Đằng, Bãi Cháy, Cao Thắng, Cao Xanh, Giếng Đáy, Hà Khánh, Hà Khẩu, Hà Lầm, Hạ Long, Hà Phong, Hà Trung, Hà Tu, Hồng Hà, Hồng Hải, Trần Hưng Đạo, Trần Phú và 3 xã: Hùng Thắng, Thành Công, Tuần Châu.
Ngày 27 tháng 12 năm 1993, Chính phủ bàn hành Nghị định số 102-CP, thành lập thành phố Hạ Long trên cơ sở toàn bộ diện tích và dân số của thị xã Hồng Gai.
Ngày 1 tháng 8 năm 1994, sáp nhập xã Thành Công vào phường Cao Xanh.
Ngày 28 tháng 10 năm 1996, phường Hạ Long tiến nhận tên cũ "Hồng Gai" khi thành phố còn là thị xã, đổi tên thành phường Hồng Gai.
Ngày 16 tháng 8 năm 2001, chuyển hai xã Việt Hưng và Đại Yên thuộc huyện Hoành Bồ về thành phố Hạ Long quản lý.
Ngày 26 tháng 9 năm 2003, thành phố Hạ Long được công nhận là đô thị loại II.
Ngày 1 tháng 10 năm 2003, chuyển hai xã Hùng Thắng và Tuần Châu thành 2 phường có tên tương ứng.
Ngày 5 tháng 2 năm 2010, chuyển hai xã Đại Yên và Việt Hưng thành 2 phường có tên tương ứng.
Ngày 10 tháng 10 năm 2013, Chính phủ ban hành Quyết định số 1838/QĐ-TTg công nhận thành phố Hạ Long là đô thị loại I trực thuộc tỉnh Quảng Ninh.
Đến cuối năm 2018, thành phố Hạ Long có 20 đơn vị hành chính trực thuộc, gồm 20 phường: Bạch Đằng, Bãi Cháy, Cao Xanh, Cao Thắng, Đại Yên, Giếng Đáy, Hà Khánh, Hà Khẩu, Hà Lầm, Hà Phong, Hà Trung, Hà Tu, Hồng Gai, Hồng Hà, Hồng Hải, Hùng Thắng, Trần Hưng Đạo, Tuần Châu, Việt Hưng, Yết Kiêu.
Ngày 17 tháng 12 năm 2019, Ủy ban thường vụ Quốc hội ban hành Nghị quyết số 837/NQ-UBTVQH14 về việc sắp xếp các đơn vị hành chính cấp huyện, cấp xã giai đoạn 2019–2021 thuộc tỉnh Quảng Ninh (có hiệu lực từ ngày 1 tháng 1 năm 2020). Theo đó:
- Sáp nhập toàn bộ 843,54 km² diện tích tự nhiên và 51.003 người của huyện Hoành Bồ (gồm thị trấn Trới và 12 xã: Bằng Cả, Dân Chủ, Đồng Lâm, Đồng Sơn, Hòa Bình, Kỳ Thượng, Lê Lợi, Quảng La, Sơn Dương, Tân Dân, Thống Nhất, Vũ Oai) vào thành phố Hạ Long.
- Thành lập phường Hoành Bồ thuộc thành phố Hạ Long trên cơ sở toàn bộ diện tích và dân số của thị trấn Trới.

Ngày 28 tháng 9 năm 2024, Ủy ban Thường vụ Quốc hội ban hành Nghị quyết số 1199/NQ-UBTVQH15 về việc sắp xếp đơn vị hành chính cấp huyện, cấp xã của tỉnh Quảng Ninh giai đoạn 2023 – 2025 (nghị quyết có hiệu lực từ ngày 1 tháng 11 năm 2024). Theo đó, sáp nhập phường Yết Kiêu vào phường Trần Hưng Đạo.
Thành phố Hạ Long có 20 phường và 12 xã như hiện nay.

## Địa lý
Thành phố Hạ Long nằm ở trung tâm của tỉnh Quảng Ninh, cách trung tâm thủ đô Hà Nội 165 km về phía đông, cách trung tâm thành phố Hải Phòng 70 km về phía đông bắc và cách thành phố biên giới Móng Cái 184 km về phía tây nam. Thành phố có vị trí địa lý:
- Phía đông giáp thành phố Cẩm Phả và huyện đảo Vân Đồn
- Phía tây giáp thành phố Uông Bí và thị xã Quảng Yên
- Phía nam giáp huyện Cát Hải, thành phố Hải Phòng và vịnh Bắc Bộ[21]
- Phía bắc giáp huyện Sơn Động, tỉnh Bắc Giang và huyện Ba Chẽ.[22]

Thành phố Hạ Long có diện tích 1.119,36 km², dân số năm 2018 là 300.267 người, mật độ dân số đạt 268 người/km². Diện tích tự nhiên của thành phố bao gồm phần diện tích trên đất liền và hàng trăm đảo đá vôi trên các vịnh Hạ Long, Bái Tử Long và Lan Hạ. Như vậy, hiện nay Hạ Long là thành phố trực thuộc tỉnh có diện tích lớn nhất cả nước, lớn hơn diện tích 3 tỉnh nhỏ nhất là Bắc Ninh, Hà Nam, Hưng Yên và xấp xỉ diện tích của thành phố trung ương Đà Nẵng. Theo thống kê năm 2019, dân số thành phố là 322.710 người.

### Điều kiện tự nhiên
Thành phố Hạ Long có địa hình đa dạng và phức tạp, đây cũng là một trong những khu vực hình thành lâu đời nhất trên lãnh thổ Việt Nam, địa hình ở đây bao gồm cả đồi núi, thung lũng, vùng ven biển và hải đảo, được chia thành 3 vùng rõ rệt gồm có: Vùng đồi núi bao bọc phía bắc và đông bắc, vùng ven biển ở phía nam quốc lộ 18A cuối cùng là vùng hải đảo.
Trong đó, vùng đồi núi bao bọc phía bắc và đông bắc, với độ cao trung bình từ 150 mét đến 250 mét, chạy dài từ Yên Lập đến Hà Tu, đỉnh cao nhất là 504 mét. Dãy đồi núi này thấp dần về phía biển, độ dốc trung bình từ 15-20%, xen giữa là các thung lũng nhỏ hẹp. thứ hai là vùng ven biển ở phía nam quốc lộ 18A, độ cao trung bình từ 0.5 đến 5 mét. cuối cùng là vùng hải đảo bao gồm toàn bộ vùng vịnh, với gần hòn đảo lớn nhỏ, chủ yếu là đảo đá. Kết cấu địa chất của thành phố Hạ Long chủ yếu là đất sỏi sạn, cuội sỏi, sa thạch, cát sét... ổn định và có cường độ chịu tải cao, từ 2.5 đến 4.5 kg/cm², thuận lợi cho việc xây dựng các công trình. Khoáng sản chủ yếu là than đá và nguyên vật liệu xây dựng .

### Khí hậu
Thành phố Hạ Long thuộc vùng khí hậu ven biển, với 2 mùa rõ rệt là mùa đông và mùa hè.
Nhiệt độ trung bình hằng năm là 23.7 °C. Mùa đông thường bắt đầu từ tháng 11 đến tháng 4 năm sau, nhiệt độ trung bình là 16.7 °C rét nhất là 5 °C. Mùa hè từ tháng 5 đến tháng 10. nhiệt độ trung bình vào mùa hè là 28.6 °C, nóng nhất có thể lên đến 39 °C.
Lượng mưa trung bình một năm của Hạ Long là 1832 mm, phân bố không đều theo 2 mùa. Mùa hè, mưa từ tháng 5 đến tháng 10, chiếm từ 80- 85% tổng lượng mưa cả năm. Lượng mưa cao nhất vào tháng 7 và tháng 8, khoảng 350mm. Mùa đông là mùa khô, ít mưa, từ tháng 11 đến tháng 4 năm sau, chỉ đạt khoảng 15-20% tổng lượng mưa cả năm. Lượng mưa ít nhất là tháng 12 và tháng 1, chỉ khoảng từ 4 đến 40 mm .	
Độ ẩm không khí trung bình hằng năm là 84%. Đồng thời khí hậu ở Hạ Long có hai loại hình gió mùa hoạt động khá rõ rệt là gió Đông Bắc về mùa đông và gió Tây Nam về mùa hè. Hạ Long là vùng biển kín nên ít chịu ảnh hưởng của những cơn bão lớn, sức gió mạnh nhất trong các cơn bão thường là cấp 9, cấp 10.
| Dữ liệu khí hậu của Hạ Long (Bãi Cháy)                       | Dữ liệu khí hậu của Hạ Long (Bãi Cháy) | Dữ liệu khí hậu của Hạ Long (Bãi Cháy) | Dữ liệu khí hậu của Hạ Long (Bãi Cháy) | Dữ liệu khí hậu của Hạ Long (Bãi Cháy) | Dữ liệu khí hậu của Hạ Long (Bãi Cháy) | Dữ liệu khí hậu của Hạ Long (Bãi Cháy) | Dữ liệu khí hậu của Hạ Long (Bãi Cháy) | Dữ liệu khí hậu của Hạ Long (Bãi Cháy) | Dữ liệu khí hậu của Hạ Long (Bãi Cháy) | Dữ liệu khí hậu của Hạ Long (Bãi Cháy) | Dữ liệu khí hậu của Hạ Long (Bãi Cháy) | Dữ liệu khí hậu của Hạ Long (Bãi Cháy) | Dữ liệu khí hậu của Hạ Long (Bãi Cháy) |
| Tháng                                                        | 1                                      | 2                                      | 3                                      | 4                                      | 5                                      | 6                                      | 7                                      | 8                                      | 9                                      | 10                                     | 11                                     | 12                                     | Năm                                    |
| ------------------------------------------------------------ | -------------------------------------- | -------------------------------------- | -------------------------------------- | -------------------------------------- | -------------------------------------- | -------------------------------------- | -------------------------------------- | -------------------------------------- | -------------------------------------- | -------------------------------------- | -------------------------------------- | -------------------------------------- | -------------------------------------- |
| Cao kỉ lục °C (°F)                                           | 28.8 (83.8)                            | 29.5 (85.1)                            | 32.0 (89.6)                            | 34.6 (94.3)                            | 36.1 (97.0)                            | 37.3 (99.1)                            | 37.9 (100.2)                           | 37.7 (99.9)                            | 37.0 (98.6)                            | 35.4 (95.7)                            | 33.8 (92.8)                            | 29.7 (85.5)                            | 37.9 (100.2)                           |
| Trung bình ngày tối đa °C (°F)                               | 19.3 (66.7)                            | 19.7 (67.5)                            | 22.0 (71.6)                            | 26.1 (79.0)                            | 30.1 (86.2)                            | 31.5 (88.7)                            | 31.7 (89.1)                            | 31.3 (88.3)                            | 30.7 (87.3)                            | 28.8 (83.8)                            | 25.5 (77.9)                            | 21.7 (71.1)                            | 26.5 (79.7)                            |
| Trung bình ngày °C (°F)                                      | 16.2 (61.2)                            | 17.0 (62.6)                            | 21.6 (70.9)                            | 23.3 (73.9)                            | 25.7 (78.3)                            | 29.2 (84.6)                            | 29.2 (84.6)                            | 28.6 (83.5)                            | 27.8 (82.0)                            | 24.7 (76.5)                            | 24.6 (76.3)                            | 19.0 (66.2)                            | 23.7 (74.7)                            |
| Tối thiểu trung bình ngày °C (°F)                            | 14.0 (57.2)                            | 15.2 (59.4)                            | 17.8 (64.0)                            | 21.5 (70.7)                            | 24.6 (76.3)                            | 26.0 (78.8)                            | 26.2 (79.2)                            | 25.4 (77.7)                            | 24.4 (75.9)                            | 22.2 (72.0)                            | 18.7 (65.7)                            | 15.3 (59.5)                            | 20.9 (69.6)                            |
| Thấp kỉ lục °C (°F)                                          | 4.6 (40.3)                             | 5.3 (41.5)                             | 7.1 (44.8)                             | 11.4 (52.5)                            | 15.9 (60.6)                            | 18.4 (65.1)                            | 21.4 (70.5)                            | 21.1 (70.0)                            | 16.6 (61.9)                            | 14.0 (57.2)                            | 9.0 (48.2)                             | 5.7 (42.3)                             | 1.7 (35.1)                             |
| Lượng Giáng thủy trung bình mm (inches)                      | 27.7 (1.09)                            | 24.5 (0.96)                            | 42.9 (1.69)                            | 86.3 (3.40)                            | 183.2 (7.21)                           | 297.0 (11.69)                          | 364.3 (14.34)                          | 430.5 (16.95)                          | 276.0 (10.87)                          | 142.6 (5.61)                           | 38.9 (1.53)                            | 18.1 (0.71)                            | 1.923 (75.71)                          |
| Số ngày mưa trung bình                                       | 7.6                                    | 10.4                                   | 14.3                                   | 11.4                                   | 12.0                                   | 15.5                                   | 16.5                                   | 18.7                                   | 14.1                                   | 9.2                                    | 5.8                                    | 5.2                                    | 140.5                                  |
| Độ ẩm tương đối trung bình (%)                               | 80.4                                   | 84.0                                   | 87.1                                   | 86.5                                   | 83.3                                   | 83.8                                   | 83.6                                   | 85.6                                   | 82.5                                   | 78.5                                   | 76.7                                   | 76.3                                   | 82.4                                   |
| Số giờ nắng trung bình tháng                                 | 81.2                                   | 48.3                                   | 42.9                                   | 88.7                                   | 178.2                                  | 168.4                                  | 186.8                                  | 165.2                                  | 177.1                                  | 177.3                                  | 155.7                                  | 127.7                                  | 1.595,8                                |
| Nguồn: Vietnam Institute for Building Science and Technology |                                        |                                        |                                        |                                        |                                        |                                        |                                        |                                        |                                        |                                        |                                        |                                        |                                        |

### Sông ngòi và chế độ thủy triều
Các sông chính chảy qua địa phận thành phố gồm có các sông Diễn Vọng, Vũ Oai, Man, Trới. Cả bốn sông này đều đổ vào vịnh Cửa Lục rồi chảy ra vịnh Hạ Long. Riêng sông Míp đổ vào hồ Yên Lập. Các con suối chảy dọc sườn núi phía nam thuộc phường Hồng Gai, Hà Tu, Hà Phong. Cả sông và suối ở thành phố Hạ Long đều nhỏ, ngắn, lưu lượng nước không nhiều. Vì địa hình dốc nên khi có mưa to, nước dâng lên nhanh và thoát ra biển cũng nhanh.
Chế độ thủy triều của vùng biển Hạ Long, chịu ảnh hưởng trực tiếp của chế độ nhật triều vịnh Bắc Bộ, biên độ dao động thủy triều trung bình là 3.6m. Nhiệt độ nước biển ở lớp bề mặt trung bình là 18 °C đến 30.8 °C, độ mặn nước biển trung bình là 2,16% (vào tháng 7) cao nhất là 3,24% (vào tháng 2 và 3 hằng năm).

### Tài nguyên thiên nhiên
Tài nguyên rừng

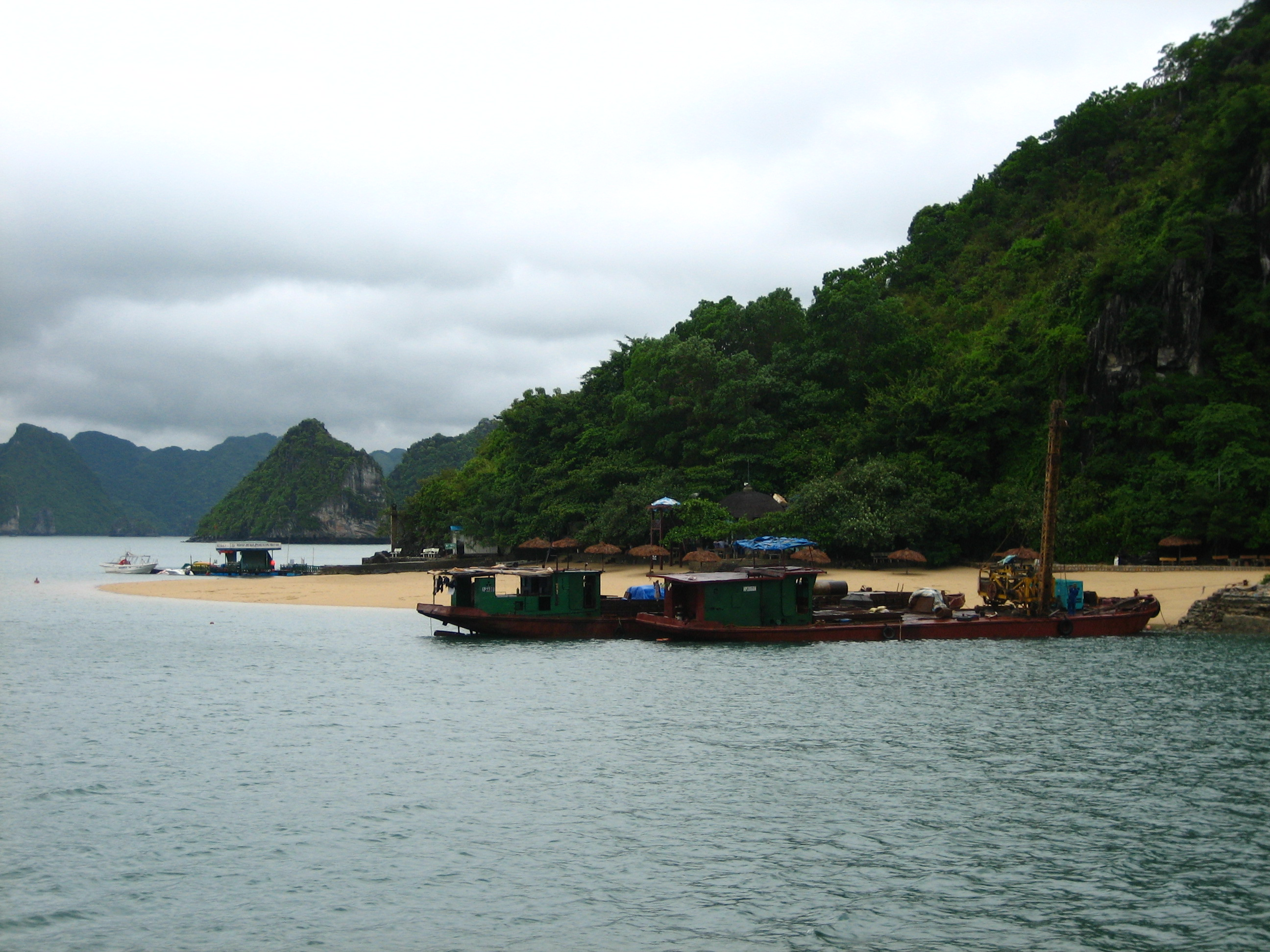
Bãi tắm và bến tàu trên đảo Ti Tốp

Tài nguyên rừng của vịnh Hạ Long rất phong phú, đặc trưng với tổng số loài thực vật sống trên các đảo, núi đá với hơn 1.000 loài. Một số quần xã các loài thực vật khác nhau bao gồm các loài ngập mặn, các loài thực vật ở bờ cát ven đảo, các loài mọc trên sườn núi và vách đá, trên đỉnh núi hoặc mọc ở của hang hay khe đá. Theo số liệu thống kê tính đến hết năm 2009, trên địa bàn thành phố có tổng diện tích đất rừng là 5.862,08ha/tổng diện tích thành phố là 27.153,40 ha. Tỷ lệ che phủ của rừng đạt: 21,58%. Trong đó rừng trồng 5.445,69ha và rừng tự nhiên 416,39ha (bao gồm: rừng gỗ 27,94ha, rừng tre nứa 17,31ha, rừng ngập mặn 371,14ha).
Tài nguyên khoáng sản
Đối với địa bàn thành phố Hạ Long bao gồm chủ yếu là than đá và nguyên vật liệu xây dựng. Tổng trữ lượng than đá đã thăm dò được đến thời điểm này là trên 530 triệu tấn, nằm ở phía bắc và đông bắc Thành phố trên địa bàn các phường Hà Khánh, Hà Lầm, Hà Trung, Hà Phong, Hà Tu (Đại Yên và Việt Hưng nằm trong vùng cấm hoạt động khoáng sản). Loại than chủ yếu là than antraxit và bán antraxit. Bên cạnh đó là trữ lượng sét phục vụ làm nguyên liệu sản xuất vật liệu xây dựng tại vùng Giếng Đáy, theo đánh giá triển vọng trữ lượng hiện có khoảng trên 39 triệu tấn. Ngoài ra là đá vôi phục vụ làm nguyên liệu xi măng và vật liệu xây dựng, tập trung tại phường Hà Phong và khu vực Đại Yên, theo đánh giá trữ lượng hiện còn khoảng trên 15 triệu tấn có thể khai thác được. Bên cạnh đó, còn có các khu vực có thể khai thác cát xây dựng tại ven biển phường Hà Phong, Hà Khánh, khu vực sông Trới tiếp giáp Hà Khẩu, Việt Hưng... tuy nhiên trữ lượng là không đáng để (đến nay chưa có đánh giá thống kê cụ thể).
Tài nguyên biển
Do lợi thế có vịnh Hạ Long 2 lần được công nhận là Di sản thiên nhiên thế giới. Với tổng diện tích 1.553 km² bao gồm 1969 hòn đảo lớn nhỏ, trong đó 989 đảo có tên và 980 đảo chưa có tên. Vùng Di sản được Thế giới công nhận có diện tích 434 km² bao gồm 775 đảo, như một hình tam giác với ba đỉnh là đảo Đầu Gỗ (phía tây), hồ Ba Hầm (phía nam) và đảo Cống Tây (phía đông). Với nhiều hang động đẹp và huyền ảo như hang Bồ Nâu, Trinh Nữ, Sửng Sốt, Đầu Gỗ, Thiên Cung, Tam Cung, Mê Cung đã đưa danh tiếng của vịnh Hạ Long là một trong những điểm du lịch nổi tiếng trên toàn thế giới... Bên cạnh đó, vùng biển Hạ Long cũng rất phong phú về các loại động vật và thực vật dưới nước. Theo nghiên cứu có 950 loài cá, 500 loài động vật thân mềm và 400 loài giáp xác, trong đó có nhiều loài hải sản có giá trị kinh tế cao như cá thu, cá nhụ, cá song, cá hồi, cá tráp, cá chim và tôm, cua, mực, ngọc trai, bào ngư, sò huyết... 117 loài san hô thuộc 40 họ, 12 nhóm.
Tài nguyên nước
Tài nguyên nước mặt tại thành phố Hạ Long tập trung tại các khu vực hồ Yên Lập (tổng dung tích chứa của cả hồ bao gồm cả huyện Yên Hưng, Hoành Bồ khoảng 107.200.000 m³ (thời điểm đo trong tháng 8/2010)), Hồ Khe Cá tại phường Hà Tu... đây là nguồn cung cấp lớn nước tưới tiêu phục vụ sản xuất nông nghiệp. Ngoài ra là các hồ điều hòa tạo cảnh quan cho thành phố như: Yết Kiêu, Ao Cá, Kênh Đồng...

## Hành chính
Thành phố Hạ Long có 32 đơn vị hành chính cấp xã trực thuộc, bao gồm 20 phường: Bạch Đằng, Bãi Cháy, Cao Thắng, Cao Xanh, Đại Yên, Giếng Đáy, Hà Khánh, Hà Khẩu, Hà Lầm, Hà Phong, Hà Trung, Hà Tu, Hoành Bồ, Hồng Gai, Hồng Hà, Hồng Hải, Hùng Thắng, Trần Hưng Đạo, Tuần Châu, Việt Hưng và 12 xã: Bằng Cả, Dân Chủ, Đồng Lâm, Đồng Sơn, Hòa Bình, Kỳ Thượng, Lê Lợi, Quảng La, Sơn Dương, Tân Dân, Thống Nhất, Vũ Oai.
| Tên         | Diện tích (km²) | Dân số (người) | Mật độ (người/km²) |
| ----------- | --------------- | -------------- | ------------------ |
| Phường (20) |                 |                |                    |
| Bạch Đằng   | 1,8             | 15.400         | 8.556              |
| Bãi Cháy    | 21,02           | 30.280         | 1.441              |
| Cao Thắng   | 2,53            | 22.080         | 8.727              |
| Cao Xanh    | 7,14            | 19.160         | 2.683              |
| Đại Yên     | 45,12           | 16.100         | 357                |
| Giếng Đáy   | 6,24            | 20.200         | 3.237              |
| Hà Khánh    | 31,95           | 14.700         | 460                |
| Hà Khẩu     | 8,28            | 18.650         | 2.252              |
| Hà Lầm      | 4,01            | 17.400         | 4.339              |
| Hà Phong    | 5,73            | 16.770         | 2.927              |
| Hà Trung    | 5,68            | 11.310         | 1.991              |
| Hà Tu       | 15,94           | 18.320         | 1.149              |
| Hoành Bồ    | 12,24           | 10.858         | 887                |
| Hồng Gai    | 1,72            | 14.780         | 8.593              |
| Hồng Hà     | 3,81            | 20.000         | 5.249              |
| Hồng Hải    | 2,78            | 24.900         | 8.957              |

| Tên           | Diện tích (km²) | Dân số (người) | Mật độ (người/km²) |
| ------------- | --------------- | -------------- | ------------------ |
| Hùng Thắng    | 5,95            | 13.950         | 2.345              |
| Trần Hưng Đạo | 2,30            | 28.204         | 12.262             |
| Tuần Châu     | 7,1             | 3.340          | 470                |
| Việt Hưng     | 31,82           | 15.430         | 485                |
| Xã (12)       |                 |                |                    |
| Bằng Cả       | 32,32           | 1.428          | 44                 |
| Dân Chủ       | 27,27           | 5.215          | 191                |
| Đồng Lâm      | 115,33          | 1.674          | 15                 |
| Đồng Sơn      | 127,25          | 2.787          | 22                 |
| Hòa Bình      | 79,90           | 912            | 11                 |
| Kỳ Thượng     | 98,12           | 504            | 5                  |
| Lê Lợi        | 39,99           | 4.690          | 117                |
| Quảng La      | 31,85           | 2.358          | 74                 |
| Sơn Dương     | 71,24           | 4.496          | 63                 |
| Tân Dân       | 75,66           | 2.142          | 28                 |
| Thống Nhất    | 81,45           | 8.039          | 99                 |
| Vũ Oai        | 52,30           | 1.362          | 26                 |

## Kinh tế

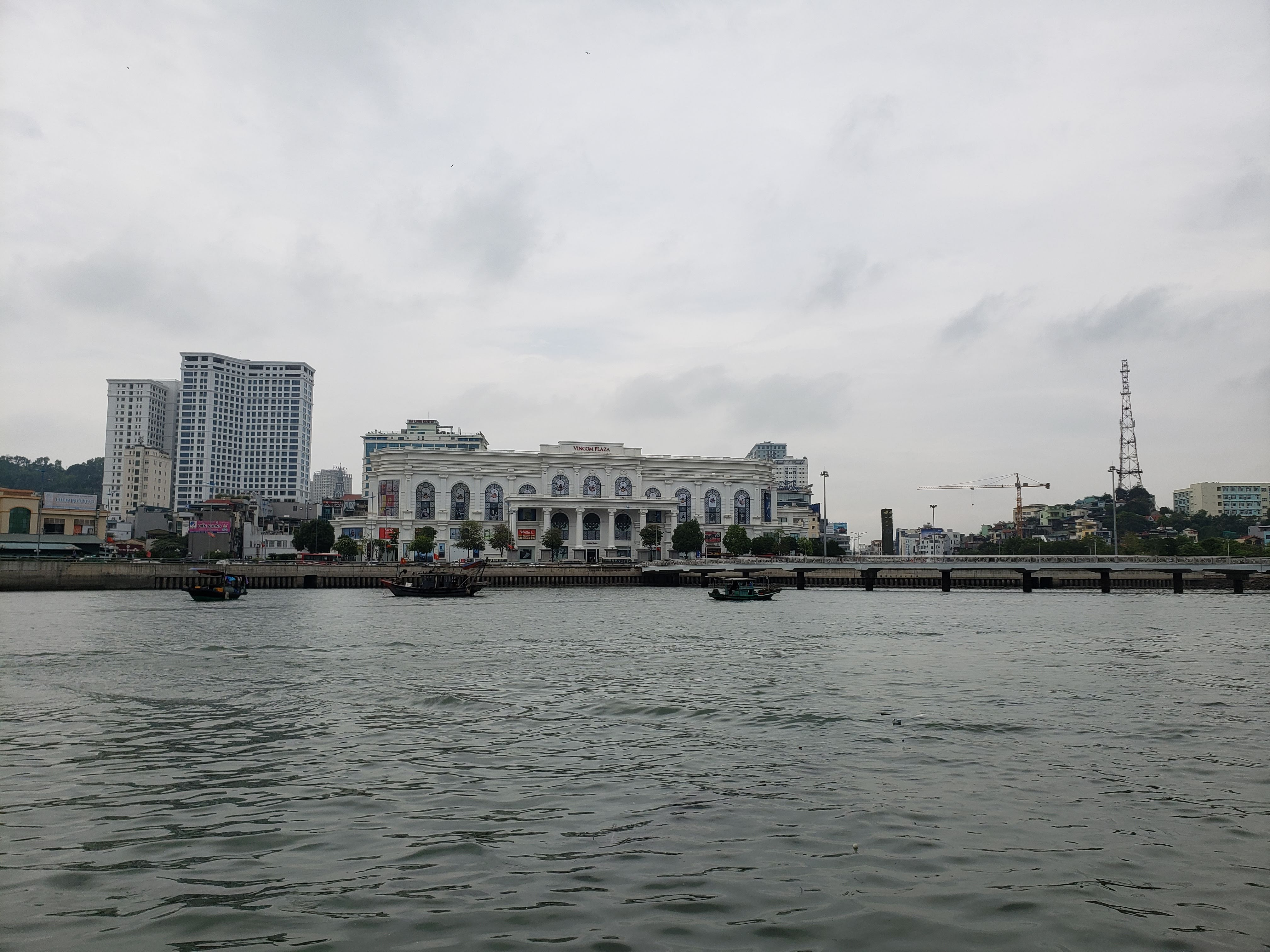
Khu vực trung tâm thành phố, bao gồm Vincom, cột đồng hồ và tháp viễn thông cũ

Cơ cấu kinh tế của thành phố được xác định là: Công nghiệp - du lịch, Dịch vụ, Thương mại, Nông - lâm nghiệp và hải sản. Năm 2014, GDP của thành phố đạt 22000 tỷ đồng chiếm 41% toàn tỉnh (trong đó Công nghiệp & xây dựng chiếm 31%, Dịch vụ & du lịch chiếm 53%), tổng thu ngân sách chiếm 69,3% toàn tỉnh. Tốc độ tăng trưởng GDP bình quân là 12%/năm.
Theo quy hoạch, thành phố Hạ Long hình thành 5 vùng kinh tế:
- Vùng 1: Thương mại, dịch vụ gồm các phường Yết Kiêu, Trần Hưng Đạo, Hồng Gai, Bạch Đằng, Hồng Hải, Hồng Hà, Cao Xanh, Cao Thắng
- Vùng 2: Công nghiệp, lâm nghiệp gồm các phường Hà Trung, Hà Tu, Hà Khánh, Hà Lầm, Hà Phong
- Vùng 3: Khu công nghiệp, cảng biển gồm phường Bãi Cháy, Việt Hưng, Hà Khẩu, Giếng Đáy
- Vùng 4: Du lịch, thương mại gồm phường Bãi Cháy, Hùng Thắng, Tuần Châu
- Vùng 5: Nông, lâm, ngư nghiệp gồm phường Đại Yên và Việt Hưng

Thành phố có 1470 cơ sở sản xuất Công nghiệp - Tiểu thủ công nghiệp bao gồm các ngành khai thác chế biến than, vật liệu xây dựng, cơ khí, chế biến gỗ, lương thực thực phẩm, may mặc. Có 3 khu công nghiệp tập trung là Cái Lân, Việt Hưng và Hà Khánh, 4 cảng lớn là Cửa Dứa, Cái Lân, Hồng Gai, B12 và 11 cảng nhỏ.
Khai thác than được xem một thế mạnh của thành phố với nhiều mỏ lớn như Hà Tu, Hà Lầm, Tân Lập, Núi Béo, với lượng than khai thác mỗi năm ước đạt trên 10 triệu tấn. Gắn liền với các mỏ là các nhà máy sàng tuyển, cơ khí các xí nghiệp vận tải và bến cảng. Hạ Long phát triển mạnh công nghiệp đóng tàu, sản xuất vật liệu xây dựng, chế biến thực phẩm hải sản. Nhà máy đóng tàu Hạ Long có thiết kế đóng tàu dưới 53.000 tấn, nhà máy nhiệt điện Quảng Ninh có tổng công suất 1.200 MW. Hạ Long còn có nhiều mỏ đất sét rất tốt, với khoảng 6 nhà máy sản xuất gạch ngói chất lượng cao, cung cấp cho trong và ngoài tỉnh, có một phần xuất khẩu. Cảng quốc gia Cái Lân là cảng nước sâu của thành phố. Nhiều thương hiệu nổi tiếng trong nước như: Viglacera Hạ Long, Công ty Dầu thực vật Cái Lân (Neptune, Cái Lân), Bột mì Vima Flour (Hoa Ngọc Lan), và Bia Hạ Long.
Ngư nghiệp là một thế mạnh với nhiều chủng loại hải sản, và yêu cầu tiêu thụ lớn, nhất là phục vụ cho khách du lịch và cho xuất khẩu. Thành phố đã và đang đóng mới nhiều tàu thuyền lớn để chuyển ra đánh bắt tuyến ngoài khơi. Hàng xuất khẩu chủ yếu là than và hải sản, hàng nhập khẩu là xăng dầu, máy mỏ, sắt thép, phương tiện vận tải. Tổng kim ngạch xuất khẩu năm 2002 đạt 160 triệu USD.
Phần lớn nguồn thu ngân sách của thành phố Hạ Long là từ xuất và nhập khẩu. Trong năm 2013, hơn 70% thu ngân sách từ thuế nhập và xuất khẩu. Bởi thế, nền kinh tế của Hạ Long phụ thuộc nhiều vào nền kinh tế toàn cầu và chịu ảnh hưởng bởi các điều kiện kinh tế vĩ mô trong khu vực và toàn cầu. Thu nhập bình quân của lao động thành phố Hạ Long tăng mạnh (khoảng 21%/năm) trong giai đoạn 2009-2013, đạt đỉnh điểm ở mức khoảng 53 triệu đồng vào năm 2013, gấp 1,6 lần thu nhập trung bình ở các tỉnh miền Bắc. Do kinh tế tăng trưởng nhanh, bình quân từ 13 đến 15%/năm nên "Quy hoạch tổng thể phát triển kinh tế - xã hội thành phố Hạ Long đến năm 2020, tầm nhìn đến năm 2030" xác định thu nhập bình quân đầu người ở thành phố Hạ Long (theo giá hiện hành) năm 2025 ước đạt 12.000 - 13.000 USD/năm.

## Giao thông vận tải

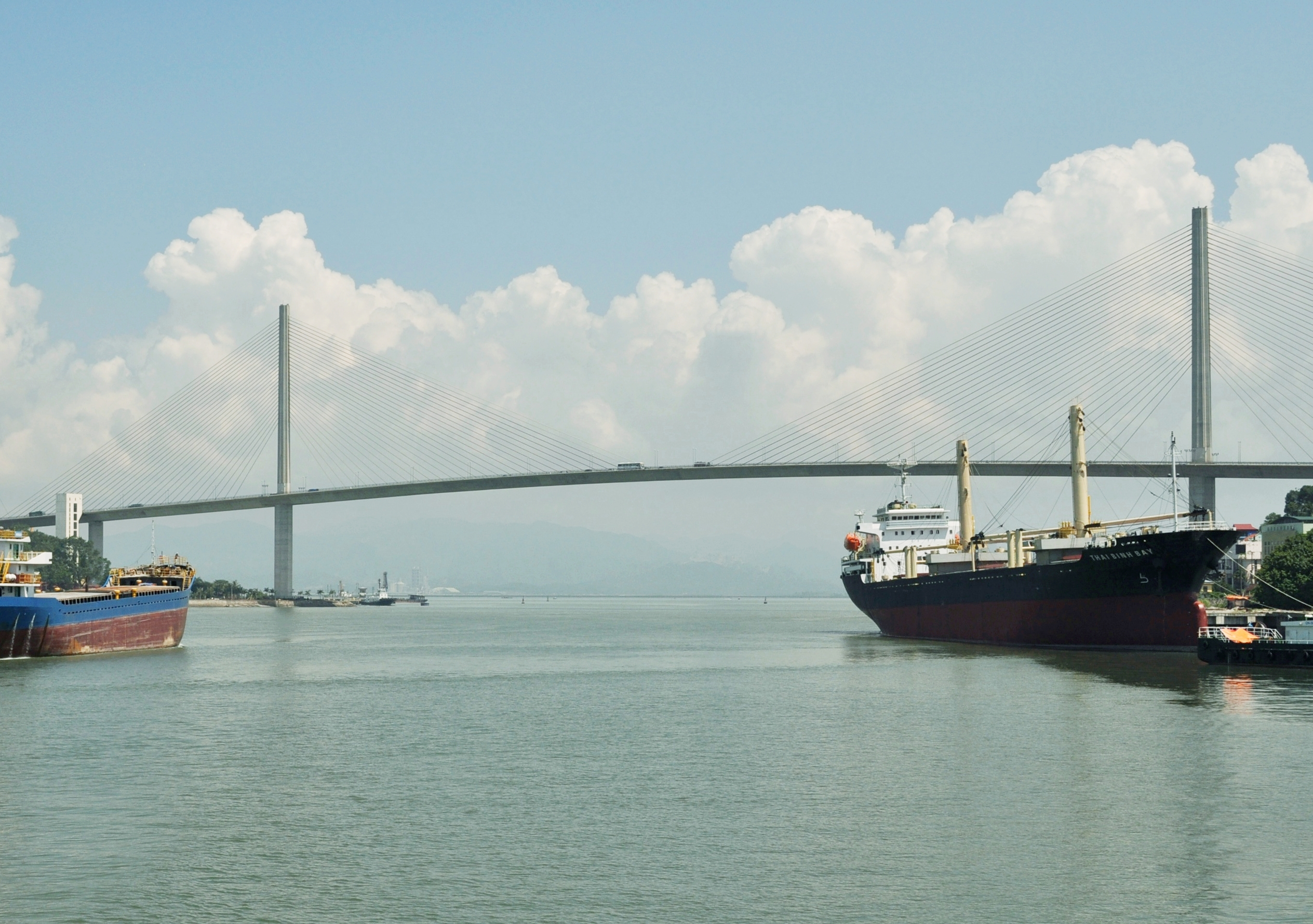
Cầu Bãi Cháy, nối liền hai bờ Hòn Gai và Bãi Cháy

Với lợi thế là đầu mối giao thông quan trọng, đường bộ, đường thủy, đường sắt, cảng biển, trải qua suốt lịch sử hình thành và phát triển hàng trăm năm, TP Hạ Long luôn khẳng định vị trí chiến lược quan trọng khu vực vùng duyên hải Bắc Bộ.
Mạng lưới giao thông trên địa bàn TP Hạ Long về đối ngoại và đối nội gồm các loại hình: Giao thông đường bộ, đường biển, đường sắt, đường sông và đường hàng không (thủy phi cơ). Theo đánh giá tại Đồ án điều chỉnh Quy hoạch tổng thể phát triển giao thông vận tải tỉnh Quảng Ninh đến năm 2020 và định hướng đến năm 2030 thì các tuyến đường sắt, luồng đường thủy hiện tại vẫn đáp ứng được nhu cầu vận tải.

### Đường bộ
Hiện nay mạng lưới giao thông đến thành phố Hạ Long chủ yếu gồm 3 tuyến đường QL18, QL 279, đường tỉnh 337 với tổng chiều dài trên 50 km. Mạng lưới giao thông nội thị của TP Hạ Long có tổng chiều dài trên 380 km, trong đó gồm các đường trục chính, phố chính và các đường ngõ.

#### Hệ thống đường đối ngoại
Hạ Long nằm chính giữa QL 18 nối từ sân bay quốc tế Nội Bài tới cửa khẩu Móng Cái đã và đang liên tục được nâng cấp, mở rộng do nhu cầu đi lại tăng rất nhanh. Điểm đầu của tuyến QL 279 nằm tại Ngã tư Ao Cá thuộc thành phố Hạ Long .
Hiện thành phố đã xây dựng xong đường cao tốc Hải Phòng – Hạ Long – Vân Đồn – Móng Cái; nâng cấp và mở rộng QL 18 đoạn Hạ Long - Mông Dương. Ngoài ra còn có dự án đường cao tốc Nội Bài – Bắc Ninh – Hạ Long đi qua đang được triển khải đầu tư xây dựng.
Cùng với đó, TP Hạ Long đầu tư xây dựng mới cầu nối khu Hà Khánh với tỉnh lộ 328, nằm trên tuyến đường trục chính Hà Tu - Hoành Bồ và tuyến đường trục chính Hà Tu - Hoành Bồ để kết nối tuyến đường vành đai tỉnh lộ 328; nghiên cứu, đầu tư xây dựng tuyến đường bao biển kết nối Hạ Long với Cẩm Phả; nâng cấp QL18 đoạn từ nút giao với đường cao tốc đến ngã 3 Hùng Thắng từ 4 làn xe lên 8 làn xe; triển khai giai đoạn 2 tuyến đường nối từ Khu công nghiệp Việt Hưng với QL 18 đi qua kho xăng dầu B12; đầu tư xây dựng cải tạo nút, mở rộng giao thông tại ngã 3 Hà Khẩu nhằm đảm bảo an toàn giao thông khu vực và tránh ùn tắc giao thông.

#### Hệ thống đường nội thành
Hiện nay TP Hạ Long đã hoàn thiện nút giao thông Cái Dăm (Ngã 5 giữa các trục đường lớn là đường Hạ Long - Bãi Cháy - Hoàng Quốc Việt); đường vào khu công nghiệp Việt Hưng; hoàn thiện dự án Cải tạo nâng cấp đường Trần Phú (336); mở rộng nâng cấp nút giao thông Loong Toòng; mở rộng đường Trần Hưng Đạo; và đang nghiên cứu cải tạo nút giao thông Kênh Liêm và đường Kênh Liêm.

### Đường thủy
Thành phố có tiềm năng rất lớn để phát triển giao thông thủy. Cảng Cái Lân có khả năng tiếp nhận 1 triệu tấn hàng hoá mỗi năm. Cảng xăng dầu B12 là cảng chuyên dùng (xăng, dầu) công suất khoảng 1 triệu tấn/năm, độ sâu bến 7-9m cho tàu 1 vạn tấn. Hệ thống đường ống dẫn dầu đi từ cảng B12 là hệ thống giao thông đường ống lớn nhất và duy nhất ở nước ta. Cảng Hòn Gai có thể đón tàu 1 vạn tấn vào sát bờ, các tàu lớn hơn có thể chuyển tải từ vùng cảng nổi trong vịnh.
Ông Đào Hồng Tuyển đã xây dựng xong các Cảng tàu du lịch quốc tế trên đảo Tuần Châu cùng với bến phà nối Tuần Châu với Cát Bà.
Việc phát triển về giao thông đường thủy cũng giúp giảm tải đối với giao thông đường bộ, vì vậy thành phố đang nghiên cứu đầu tư xây dựng một số cảng, bến du lịch trên địa bàn gồm: Huy động mọi nguồn lực để đầu tư xây dựng cảng Quốc tế và cảng tàu du lịch Hồng Gai để tăng cường vận tải đường biển, thu hút nhiều du khách của các nước trên thế giới; đầu tư, xây mới, cảng tàu khách du lịch Bến Đoan để khai thác tiềm năng du lịch và giữ chân du khách lưu trú lại thành phố; đầu tư hệ thống bến thuyền phục vụ du lịch...

### Đường hàng không
Thành phố có những bãi đỗ cho sân bay trực thăng và thủy phi cơ. Hiện nay có máy bay trực thăng hàng tuần đưa khách đi du lịch từ Hà Nội tới Bãi Cháy và cảng tàu khách quốc tế Tuần Châu. Từ tháng 9/2014, Hàng không Hải Âu bắt đầu cung cấp dịch vụ bay thủy phi cơ bay 45 phút từ bến cảng Tuần Châu đến sân bay Nội Bài. Từ cuối năm 2018 đã có Sân bay quốc tế Vân Đồn đáp ứng nhu cầu cho người dân thành phố.

### Đường sắt
Tuyến đường sắt Quốc gia nối Yên Viên – Phả Lại – Hạ Long - Cái Lân đã và đang được nâng cấp xây dựng để đáp ứng nhu cầu vận tải hàng hóa từ Hà Nội tới Hạ Long và cảng Cái Lân.

### Các nút giao thông

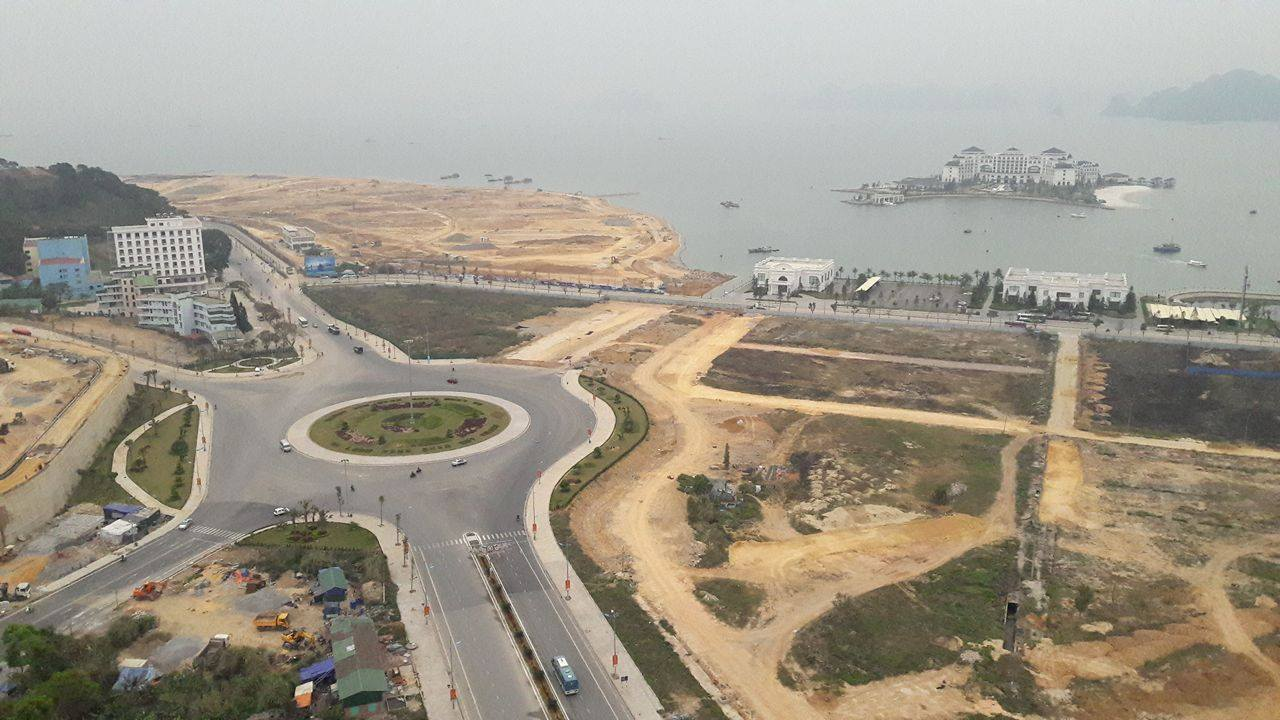
Vòng xuyến ngã năm Bãi Cháy (2016)

## Đường phố
| Danh sách các tuyến đường tại Hạ Long | Danh sách các tuyến đường tại Hạ Long                                 | Danh sách các tuyến đường tại Hạ Long      | Danh sách các tuyến đường tại Hạ Long      | Danh sách các tuyến đường tại Hạ Long                                                |
| Tên đường                             | Vị trí                                                                | Dài (m)                                    | Rộng (m)                                   | Ý nghĩa tên gọi, thông tin thêm                                                      |
| ------------------------------------- | --------------------------------------------------------------------- | ------------------------------------------ | ------------------------------------------ | ------------------------------------------------------------------------------------ |
| 25 Tháng 4                            | Từ Cột Đồng Hồ đến đường Lê Thánh Tông                                | 950                                        | 18,8                                       | Ngày giải phóng vùng Mỏ (1955)                                                       |
| 279                                   | Từ Ngã tư Ao Cá đến đường An Tiêm                                     |                                            |                                            | Là đoạn đầu của QL279 (2/1979 xảy ra chiến tranh biên giới phía bắc với Trung Quốc)  |
| 30 Tháng 10                           | Từ đường Trần Quốc Nghiễn đến đường Trần Quốc Nghiễn                  |                                            |                                            | Ngày thành lập tỉnh Quảng Ninh (1963)                                                |
| An Tiêm                               | Từ đường 279 đến Cầu Bút Xê (Puse)                                    |                                            |                                            | Đường đi qua UBND phường Hà Khẩu                                                     |
| Ba Đèo                                | Từ đường Lê Thánh Tông đến đường 25 Tháng 4                           | 1000                                       |                                            | Tên ngọn đồi mà đường đi qua                                                         |
| Bãi Cháy                              | Từ phố Vườn Đào đến Vòng xuyến ngã năm Bãi Cháy                       | 4000                                       | 15                                         | Gắn với tên gọi khu du lịch Bãi Cháy, tên cũ là đường Hậu cần                        |
| Bãi Muối                              | Từ đường Cao Thắng đến Khu đô thị mới                                 |                                            |                                            | Gắn với địa danh cũ                                                                  |
| Cái Dăm                               | Từ đường Hạ Long đến giáp núi                                         |                                            |                                            | Đường đi qua trường Tiểu học Bãi Cháy                                                |
| Cái Lân                               | Là QL18A đoạn từ Ngã tư Ao Cá đến Cầu Bãi Cháy                        |                                            |                                            | Đường đi qua khu công nghiệp Cái Lân và cảng Cái Lân                                 |
| Cao Thắng                             | Từ Ngã tư Loong Toòng đến đường Hà Lầm                                |                                            |                                            | Gắn với địa danh phường Cao Thắng                                                    |
| Đại Yên                               | Là QL18A đoạn từ cầu Yên Lập 2 (giáp Quảng Yên) đến Khu Cầu Trắng     | 8000                                       | 24                                         | Gắn với địa danh phường Đại Yên                                                      |
| Đồi Cao                               | Từ đường An Tiêm đến đường Tiêu Giao                                  | 2400                                       | 3,5-4                                      | Tên gọi quen thuộc đã ăn sâu vào tiềm thức của nhân dân địa phương                   |
| Đặng Bá Hát                           | Từ Cầu Bãi Cháy đến đường Ba Đèo                                      | 1600                                       | 12,5                                       | Anh hùng Liệt sĩ, Đại đội trưởng Đại đội pháo cao xạ - Xí nghiệp Tuyển than Hồng Gai |
| Đồng Đăng                             | Từ Cầu Bút Xê (Puse) đến Đập Yên Lập                                  | 2950                                       | 10,5                                       | Gắn với địa danh cũ                                                                  |
| Giếng Đáy                             | Từ Ngã ba Kênh Đồng (giáp đường 279) đến đường Cái Lân                | 1300                                       | 7,5                                        | Gắn với địa danh phường Giếng Đáy                                                    |
| Hà Lầm                                | Từ đường Cao Thắng đến Cầu Trắng                                      |                                            |                                            | Gắn với địa danh phường Hà Lầm                                                       |
| Hải Quân                              | Từ đường Cái Lân đến đường Hạ Long                                    |                                            |                                            | Đường đi qua doanh trại của quân chủng Hải quân                                      |
| Hoàng Quốc Việt                       | Từ Vòng xuyến ngã năm Bãi Cháy đến QL18A                              | 4000                                       | 42                                         | Nguyên Bí thư xứ uỷ Bắc Kỳ                                                           |
| Hùng Thắng                            | Từ đường Cái Lân đến Khu biệt thự Tây Hùng Thắng                      |                                            |                                            | Gắn với địa danh phường Hùng Thắng                                                   |
| Hữu Nghị                              | Từ đường Đồng Đăng đến giáp địa phận Hoành Bồ                         | 2700                                       | 10,5                                       | Gắn với địa danh cũ                                                                  |
| Kênh Liêm                             | Từ đường Cao Thắng (Ngã ba Cứu Hỏa) đến Vòng xuyến Kênh Liêm          |                                            |                                            | Gắn với địa danh cũ                                                                  |
| Khe Cá                                | Từ đường Vũ Văn Hiếu đến Đồi Độc Lập                                  | 3000                                       | 5,5                                        | Gắn với địa danh cũ                                                                  |
| Lê Lợi                                | Từ Ngã tư Loong Toòng đến đường Lê Thánh Tông                         |                                            |                                            | Đường đi qua Nhà máy Bia Hạ Long                                                     |
| Lê Thánh Tông                         | Từ đường Trần Thái Tông (chân cầu Bãi Cháy) đến Vòng xuyến Kênh Liêm  |                                            |                                            | Vị vua đã đề thơ lên núi Bài Thơ                                                     |
| Ngọc Châu                             | Từ đường Tuần Châu đến Khu nhà nghỉ Ban Tài chính Quản trị Trung ương | 3172                                       | 10                                         | Gắn với sự kiện Bác Hồ về thăm đảo Tuần Châu                                         |
| Nguyễn Thị Minh Khai                  | Từ đường Vũ Văn Hiếu đến Hang Luồn                                    | 3000                                       | 6                                          |                                                                                      |
| Nguyễn Văn Cừ                         | Từ Vòng xuyến Kênh Liêm đến Cầu Trắng                                 | 8000                                       |                                            | Bí thư đặc khu Hồng Gai – Uông Bí                                                    |
| Tân Lập                               | Từ đường Vũ Văn Hiếu đến Sân bóng C2 Xí nghiệp Hương Phong            | 2643                                       | 7                                          | Gắn với địa danh cũ                                                                  |
| Tiêu Giao                             | Từ Ngã ba đường mới (giáp QL18A) đến Xí nghiệp gốm Giếng Đáy 2        | 2000                                       | 10                                         | Gắn với địa danh chùa Tiêu Giao                                                      |
| Trần Hưng Đạo                         | Từ Ngã tư Loong Toòng đến đường Trần Quốc Nghiễn                      |                                            |                                            | Gắn với địa danh phường Trần Hưng Đạo                                                |
| Trần Phú                              | Từ Ngã tư Loong Toòng đến Cầu Bang                                    | 8000                                       | 15-20                                      |                                                                                      |
| Trần Quốc Nghiễn                      | Từ đường Lê Thánh Tông đến phố Điện Biên Phủ                          | 8300                                       | 15-20                                      | Tuyến đường bao biển đi qua nhiều công trình tiêu biểu của thành phố                 |
| Trần Thái Tông                        | Từ đường Lê Thánh Tông đến Đồi Hoá Chất                               | 7300                                       | 20                                         |                                                                                      |
| Tuần Châu                             | Từ Ngã ba Tuần Châu (QL18A) đến Khu 2 chân đồi Kèo                    | 2010                                       | 7                                          | Gắn với địa danh đảo (phường) Tuần Châu                                              |
| Tuyển Than                            | Từ phố Núi Hạm đến Khu 1 phường Hà Trung                              | 3000                                       | 10                                         | Gắn với khu vực tuyển than                                                           |
| Vũ Văn Hiếu                           | Từ Cầu Trắng đến hết Đèo Bụt                                          |                                            |                                            | Bí thư đầu tiên của Đặc khu ủy Vùng mỏ Quảng Ninh                                    |
| Tổng số đường đã đặt tên: 36          | Tổng số đường đã đặt tên: 36                                          | Tổng chiều dài các đường đã biết: 79.325 m | Tổng chiều dài các đường đã biết: 79.325 m | Tổng chiều dài các đường đã biết: 79.325 m                                           |

| Danh sách các tuyến phố tại Hạ Long | Danh sách các tuyến phố tại Hạ Long | Danh sách các tuyến phố tại Hạ Long                                         | Danh sách các tuyến phố tại Hạ Long      | Danh sách các tuyến phố tại Hạ Long      | Danh sách các tuyến phố tại Hạ Long                                                                       |
| Phường                              | Tên phố                             | Vị trí                                                                      | Dài (m)                                  | Rộng (m)                                 | Ý nghĩa tên gọi, thông tin thêm                                                                           |
| ----------------------------------- | ----------------------------------- | --------------------------------------------------------------------------- | ---------------------------------------- | ---------------------------------------- | --- |
| Bạch Đằng                           | Bạch Long                           | Từ đường Lê Thánh Tông đến đường Kênh Liêm                                  |                                          |                                          | |
| Bạch Đằng                           | Bài Thơ                             | Từ phố Long Tiên đến giáp núi Bài Thơ                                       |                                          |                                          | Gắn với địa danh núi Bài Thơ, tên cũ là phố Lò Vôi                                                        |
| Bạch Đằng                           | Cảng Mới                            | Từ phố Truyền Đăng đến đường Trần Hưng Đạo                                  |                                          |                                          | Gắn với địa danh cũ                                                                                       |
| Bạch Đằng                           | Đoàn Thị Điểm                       | Từ đường Lê Thánh Tông đến đường 25 Tháng 4                                 |                                          |                                          | |
| Bạch Đằng                           | Hoàng Long                          | Từ đường Lê Thánh Tông đến phố Cảng Mới                                     |                                          |                                          | |
| Bạch Đằng                           | Hồng Ngọc                           | Từ phố Truyền Đăng đến phố Lê Quý Đôn                                       |                                          |                                          | |
| Bạch Đằng                           | Kim Hoàn                            | Từ đường Lê Thánh Tông đến phố Vạn Xuân                                     | 240                                      | 7-22                                     | Phố có lịch sử chế tác vàng bạc                                                                           |
| Bạch Đằng                           | Lê Hoàn                             | Từ phố Vạn Xuân đến đường Lê Thánh Tông                                     |                                          |                                          | |
| Bạch Đằng                           | Lê Ngọc Hân                         | Từ phố Kim Hoàn đến phố Lê Hoàn                                             |                                          |                                          | |
| Bạch Đằng                           | Lê Quý Đôn                          | Từ phố Long Tiên đến đường Lê Thánh Tông                                    |                                          |                                          | |
| Bạch Đằng                           | Long Tiên                           | Từ đường Lê Thánh Tông đến Bến tàu Hòn Gai                                  |                                          |                                          | Phố đi qua chùa Long Tiên                                                                                 |
| Bạch Đằng                           | Nguyễn Đức Cảnh                     | Từ phố Tuệ Tĩnh đến đường Lê Thánh Tông                                     | 1200                                     | 3,5                                      | |
| Bạch Đằng                           | Nhà thờ                             | Từ Cột Đồng Hồ đến Khu 3 phường Bạch Đằng                                   | 950                                      | 3,5                                      | Phố đi qua Nhà thờ Hòn Gai                                                                                |
| Bạch Đằng                           | Trần Quốc Tảng                      | Từ phố Vạn Xuân đến đường Trần Hưng Đạo                                     |                                          |                                          | |
| Bạch Đằng                           | Truyền Đăng                         | Từ đường Lê Thánh Tông đến đường Trần Quốc Nghiễn                           |                                          |                                          | Tên cũ của núi Bài Thơ                                                                                    |
| Bạch Đằng                           | Tuệ Tĩnh                            | Từ Cột Đồng Hồ đến phố Nguyễn Đức Cảnh                                      |                                          |                                          | Phố đi qua Bệnh viện đa khoa tỉnh Quảng Ninh                                                              |
| Bạch Đằng                           | Vạn Xuân                            | Từ phố Lê Quý Đôn đến đường Lê Thánh Tông                                   |                                          |                                          | Phố đi qua Chợ Hạ Long I                                                                                  |
| Bãi Cháy                            | Anh Đào                             | Từ đường Hạ Long đến đường Hải Quân                                         |                                          |                                          | |
| Bãi Cháy                            | Hồ Xuân Hương                       | Từ đường Hạ Long (đoạn bến phà Bãi Cháy) đến đường Hải Quân                 |                                          |                                          | |
| Bãi Cháy                            | Phan Bội Châu                       | Từ đường Hạ Long đến đường Hoàng Quốc Việt                                  | 400                                      | 10                                       | |
| Bãi Cháy                            | Phan Chu Trinh                      | Từ đường Hạ Long đến đường Hoàng Quốc Việt                                  | 900                                      | 10                                       | |
| Bãi Cháy                            | Suối Mơ                             | Từ đường Bãi Cháy đến đường Cái Lân                                         | 650                                      | 5                                        | Địa danh quen thuộc đã ăn sâu vào tiềm thức của nhân dân địa phương                                       |
| Bãi Cháy                            | Trần Bình Trọng                     | Từ đường Hạ Long đến đường Cái Lân                                          | 760                                      | 4                                        | |
| Bãi Cháy                            | Trần Khánh Dư                       | Từ đường Hạ Long đến giáp núi (Khu 6 phường Bãi Cháy)                       | 600                                      | 4                                        | |
| Bãi Cháy                            | Trần Quang Diệu                     | Từ đường Hạ Long đến đường Lê Văn Lương                                     | 930                                      | 10                                       | |
| Bãi Cháy                            | Vườn Đào                            | Từ đường Hạ Long đến đường Hải Quân                                         |                                          |                                          | |
| Cao Xanh                            | Cửa Lục                             | Từ đường Trần Thái Tông đến đường Trần Phú                                  | 400                                      | 7,5                                      | Lấy theo tên địa danh Vịnh Cửa Lục (còn gọi là eo Cửa Lục hoặc sông Cửa Lục)                              |
| Cao Xanh                            | Đào Duy Anh                         | Từ đường Trần Phú đến đường Trần Thái Tông                                  | 500                                      | 7,5                                      | |
| Cao Xanh                            | Đào Văn Tuất                        | Từ đường Trần Thái Tông đến đường Giang Văn Minh                            | 400                                      | 5,5                                      | Đảng viên trẻ đã cắm lá cờ Đảng trên núi Bài Thơ để kỉ niệm ngày Quốc tế Lao động 1/5/1930                |
| Cao Xanh                            | Đặng Châu Tuệ                       | Từ đường Trần Thái Tông đến Khu 4A phường Cao Xanh                          | 400                                      | 5,5                                      | Bí thư chi bộ Đảng đầu tiên được thành lập ở Vùng mỏ                                                      |
| Cao Xanh                            | Nguyễn Quyền                        | Từ đường Trần Thái Tông đến đường Giang Văn Minh                            | 400                                      | 5,5                                      | |
| Cao Xanh                            | Phạm Ngọc Thạch                     | Từ đường Trần Thái Tông đến đường Trần Phú                                  | 520                                      | 7,5                                      | |
| Cao Xanh                            | Thành Công                          | Từ đường Trần Phú đến Khu 7 phường Cao Xanh                                 | 500                                      | 6,5                                      | Địa danh quen thuộc đã ăn sâu vào tiềm thức của nhân dân địa phương                                       |
| Cao Xanh                            | Vạn Hạnh                            | Từ đường Trần Phú đến đường Trần Thái Tông                                  | 450                                      | 7,5                                      | |
| Đại Yên                             | Lôi Âm                              | Từ đường Đại Yên đến Bến cây Sai vào chùa Lôi Âm                            |                                          |                                          | Gắn với địa danh chùa Lôi Âm                                                                              |
| Giếng Đáy                           | Ba Lan                              | Từ đường Giếng Đáy (Ngã ba Ba Lan) đến Nhà máy đóng tàu Hạ Long             | 1000                                     | 10                                       | Địa danh quen thuộc đã ăn sâu vào tiềm thức của nhân dân địa phương                                       |
| Giếng Đáy                           | Bạch Đàn                            | Từ đường Giếng Đáy đến Khu 3                                                | 402                                      | 3,5                                      | Trước đây là khu chợ Bạch Đàn                                                                             |
| Giếng Đáy                           | Đặng Dung                           | Từ Ngã tư Ao Cá đến đường Cái Lân                                           | 800                                      | 12                                       | |
| Giếng Đáy                           | Đội Cấn                             | Từ đường 279 đến đường Đồi Cao                                              | 1000                                     | 7,5                                      | |
| Giếng Đáy                           | Kênh Đồng                           | Từ đường Giếng Đáy đến Đồi Tên Lửa                                          | 309,2                                    | 12                                       | Gắn với địa danh cũ                                                                                       |
| Giếng Đáy                           | Lê Văn Hưu                          | Từ đường Giếng Đáy đến Nhà máy Gạch Cotto                                   | 800                                      | 10                                       | |
| Giếng Đáy                           | Lương Văn Can                       | Từ đường 279 đến đường Giếng Đáy                                            | 850                                      | 3                                        | |
| Giếng Đáy                           | Lý Tự Trọng                         | Từ phố Ba Lan đến Khu 1 phường Giếng Đáy                                    | 500                                      | 5                                        | Phố nằm bên cạnh trường THCS Lý Tự Trọng                                                                  |
| Giếng Đáy                           | Ngô Gia Tự                          | Từ đường 279 đến đường Cái Lân                                              | 800                                      | 10                                       | |
| Hà Khánh                            | Đôi Cây                             | Từ đường Trần Phú đến Khu 5 phường Hà Khánh                                 | 710                                      | 6                                        | Địa danh quen thuộc đã ăn sâu vào tiềm thức của nhân dân địa phương                                       |
| Hà Khánh                            | Lao Động                            | Từ cầu Nước Mặn đến Địa chất 905                                            | 1100                                     | 5,5                                      | Gắn với địa danh cũ                                                                                       |
| Hà Khánh                            | Mạc Thị Bưởi                        | Từ đường Trần Phú đến phố Phan Đình Phùng                                   | 790                                      | 6                                        | |
| Hà Khánh                            | Nguyễn Viết Xuân                    | Từ đường Trần Phú đến Cống Giáp Khẩu                                        | 810                                      | 5,5                                      | |
| Hà Khánh                            | Phan Đình Phùng                     | Từ đường Trần Phú đến Khu 4 phường Hà Khánh                                 | 490                                      | 4                                        | |
| Hà Khẩu                             | Việt Thắng                          | Từ đường Cái Lân đến đường Tiêu Giao                                        | 700                                      | 6,5                                      | Địa danh quen thuộc đã ăn sâu vào tiềm thức của nhân dân địa phương                                       |
| Hà Lầm                              | Đồi Cao Văn Hóa                     | Từ đường Hà Lầm đến Khu 3A đỉnh Đồi Cao Văn Hoá                             | 826                                      | 5                                        | Tên cũ |
| Hà Phong                            | Cầu Gỗ                              | Từ đường Tân Lập đến Ngã ba chợ Hà Phong (giáp đường Tân Lập)               | 676                                      | 5,5                                      | Gắn với địa danh cũ                                                                                       |
| Hà Trung                            | Nguyễn Bá Ngọc                      | Từ trụ sở UBND phường Hà Trung đến đường Hà Lầm                             | 656                                      | 5                                        | |
| Hà Trung                            | Thống Nhất                          | Từ đường Hà Lầm đến Khu 4                                                   | 558                                      | 5                                        | Tên cũ |
| Hà Tu                               | Minh Hà                             | Từ đường Vũ Văn Hiếu đến đường Khe Cá                                       |                                          |                                          | Phố đi qua trường THPT Vũ Văn Hiếu                                                                        |
| Hồng Gai                            | Bến Đoan                            | Từ đường Lê Thánh Tông đến đường Trần Quốc Nghiễn                           |                                          |                                          | Phố đi qua UBND thành phố Hạ Long                                                                         |
| Hồng Gai                            | Cây Tháp                            | Từ đường Lê Thánh Tông đến phố Văn Lang                                     |                                          |                                          | |
| Hồng Gai                            | Chợ Cũ                              | Từ đường Lê Thánh Tông đến giáp núi                                         |                                          |                                          | Gắn với địa danh cũ                                                                                       |
| Hồng Gai                            | Dốc Học                             | Từ phố Nguyễn Du đến phố Chợ Cũ                                             |                                          |                                          | |
| Hồng Gai                            | Đại Cồ Việt                         | Từ phố Văn Lang đến phố Nguyễn Du                                           |                                          |                                          | |
| Hồng Gai                            | Hàng Nồi                            | Từ đường Lê Thánh Tông đến đường Lê Thánh Tông                              |                                          |                                          | Sau tiếp quản khu mỏ, trên phố có rạp Lúa Vàng và khu chợ bán nhiều thứ đồ trong đó có rất nhiều nồi      |
| Hồng Gai                            | Hàng Than                           | Từ đường Ba Đèo đến đường Lê Thánh Tông                                     |                                          |                                          | |
| Hồng Gai                            | Lê Văn Tám                          | Từ phố Nguyễn Du đến phố Dốc Học                                            |                                          |                                          | |
| Hồng Gai                            | Nguyễn Du                           | Từ đường 25 Tháng 4 đến Đền Đức vua Trần Nhân Tông                          |                                          |                                          | |
| Hồng Gai                            | Nhà hát                             | Từ phố Thương mại đến đường Lê Thánh Tông                                   | 400                                      | 7,5                                      | Gắn với địa danh cũ                                                                                       |
| Hồng Gai                            | Thương mại                          | Từ đường Lê Thánh Tông đến đường 25 Tháng 4                                 |                                          |                                          | |
| Hồng Gai                            | Văn Lang                            | Từ phố Nguyễn Du đến phố Đoàn Thị Điểm                                      | 350                                      | 10                                       | Phố đi qua trường Văn Lang                                                                                |
| Hồng Hà                             | Bế Văn Đàn                          | Từ đường Trần Quốc Nghiễn đến phố Đặng Thùy Trâm                            | 200                                      | 7,5                                      | |
| Hồng Hà                             | Cột 5                               | Từ đường Nguyễn Văn Cừ đến đường Trần Quốc Nghiễn                           | 1000                                     | 10                                       | Địa danh quen thuộc đã ăn sâu vào tiềm thức của nhân dân địa phương                                       |
| Hồng Hà                             | Đặng Thùy Trâm                      | Từ đường Điện Biên Phủ đến đường Trần Quốc Nghiễn                           | 677                                      | 7,5                                      | |
| Hồng Hà                             | Điện Biên Phủ                       | Từ đường Trần Quốc Nghiễn đến đường Tuyển Than                              | 1000                                     | 20                                       | |
| Hồng Hà                             | Hải Đăng                            | Từ đường Nguyễn Văn Cừ đến Công ty Sông Đà                                  | 430                                      | 7                                        | |
| Hồng Hà                             | Huỳnh Thúc Kháng                    | Từ phố Lê Thanh Nghị đến Khu 2 phường Hồng Hà                               | 1500                                     | 7                                        | |
| Hồng Hà                             | Kim Đồng                            | Từ đường Nguyễn Văn Cừ đến đường Nguyễn Văn Cừ                              | 540                                      | 18                                       | |
| Hồng Hà                             | Ký Con                              | Từ đường Nguyễn Văn Cừ đến đường Lê Thanh Nghị                              | 450                                      | 5,5                                      | Tên một đơn vị Vũ trang đầu tiên của Chiến khu Trần Hưng Đạo, Đông Triều                                  |
| Hồng Hà                             | Lê Chân                             | Từ Công ty kho vận than Hòn Gai đến Khu 2 phường Hồng Hà                    | 540                                      | 7                                        | Nữ tướng thời Hai Bà Trưng, quê tại làng An Biên, Đông Triều                                              |
| Hồng Hà                             | Lê Thanh Nghị                       | Từ đường Nguyễn Văn Cừ đến đường Trần Quốc Nghiễn                           | 700                                      | 20                                       | Nhà cách mạng tham gia phong trào công nhân mỏ, từng làm công nhân nhà máy điện cột 5 và khu mỏ Vàng Danh |
| Hồng Hà                             | Lương Ngọc Quyến                    | Từ phố Lê Thanh Nghị đến phố Bế Văn Đàn                                     | 437                                      | 7,5                                      | |
| Hồng Hà                             | Nguyễn Thượng Hiền                  | Từ phố Lê Thanh Nghị đến đường Huỳnh Thúc Kháng                             | 1300                                     | 7                                        | |
| Hồng Hà                             | Nguyễn Thái Bình                    | Từ phố Lê Thanh Nghi đến Trạm điện khu đô thị Licogi (Khu 4 phường Hồng Hà) | 700                                      | 7,5                                      | |
| Hồng Hà                             | Nguyễn Văn Trỗi                     | Từ đường Trần Quốc Nghiễn đến phố Bế Văn Đàn                                | 677                                      | 7,5                                      | |
| Hồng Hà                             | Núi Hạm                             | Từ đường Nguyễn Văn Cừ đến Cảng                                             |                                          |                                          | |
| Hồng Hà                             | Phan Thị Khương                     | Từ đường Nguyễn Văn Cừ đến Công ty Sông Đà                                  | 400                                      | 7,5                                      | Nữ chiến sĩ cách mạng hoạt động tại khu mỏ Hòn Gai từ những năm 1930 - 1931                               |
| Hồng Hà                             | Tạ Quang Bửu                        | Từ đường Trần Quốc Nghiễn đến phố Điện Biên Phủ                             | 245                                      | 7,5                                      | |
| Hồng Hà                             | Tô Vĩnh Diện                        | Từ đường Trần Quốc Nghiễn đến phố Bế Văn Đàn                                | 650                                      | 7,5                                      | |
| Hồng Hà                             | Trần Cao Vân                        | Từ phố Cột 5 đến Khu 2 phường Hồng Hà                                       | 310                                      | 7                                        | |
| Hồng Hà                             | Trần Quốc Toản                      | Từ đường Nguyễn Văn Cừ đến đường Tuyển Than                                 | 400                                      | 5                                        | Phố đi qua trường TH Trần Quốc Toản                                                                       |
| Hồng Hà                             | Võ Thị Sáu                          | Từ phố Kim Đồng đến Đồi Truyền hình                                         | 439                                      | 18                                       | |
| Hồng Hải                            | Bùi Thị Xuân                        | Từ đường Nguyễn Văn Cừ đến giáp núi                                         |                                          |                                          | |
| Hồng Hải                            | Chu Văn An                          | Từ đường Nguyễn Văn Cừ đến phố Đông Hồ                                      |                                          |                                          | Phố đi qua trường THCS Trọng Điểm                                                                         |
| Hồng Hải                            | Đoàn Kết                            | Từ đường Nguyễn Văn Cừ đến giáp núi                                         |                                          |                                          | |
| Hồng Hải                            | Đồi Văn Nghệ                        | Từ đường Nguyễn Văn Cừ đến Tiểu đoàn 183 (Khu 5 phường Hồng Hải)            | 450                                      | 10                                       | Địa danh quen thuộc đã ăn sâu vào tiềm thức của nhân dân địa phương                                       |
| Hồng Hải                            | Đông Hồ                             | Từ đường Nguyễn Văn Cừ đến phố Hải Long                                     |                                          |                                          | |
| Hồng Hải                            | Hải An                              |                                                                             |                                          |                                          | |
| Hồng Hải                            | Hải Bình                            |                                                                             |                                          |                                          | |
| Hồng Hải                            | Hải Đông                            | Từ đường Nguyễn Văn Cừ đến đường Trần Quốc Nghiễn                           | 255                                      | 14                                       | Địa danh cổ trước đây của vùng đất Quảng Ninh                                                             |
| Hồng Hải                            | Hải Hà                              |                                                                             |                                          |                                          | Tên một huyện của tỉnh Quảng Ninh                                                                         |
| Hồng Hải                            | Hải Long                            | Từ đường Nguyễn Văn Cừ đến đường Trần Quốc Nghiễn                           |                                          |                                          | Phố đi qua trường THPT Chuyên Hạ Long                                                                     |
| Hồng Hải                            | Hải Lộc                             | Từ đường Nguyễn Văn Cừ đến đường Trần Quốc Nghiễn                           | 480                                      | 16                                       | |
| Hồng Hải                            | Hải Nam                             |                                                                             |                                          |                                          | |
| Hồng Hải                            | Hải Ninh                            |                                                                             |                                          |                                          | Tên tỉnh cũ, một phần của tỉnh Quảng Ninh                                                                 |
| Hồng Hải                            | Hải Phú                             |                                                                             |                                          |                                          | |
| Hồng Hải                            | Hải Phúc                            |                                                                             |                                          |                                          | |
| Hồng Hải                            | Hải Phượng                          |                                                                             |                                          |                                          | |
| Hồng Hải                            | Hải Sơn                             |                                                                             |                                          |                                          | |
| Hồng Hải                            | Hải Thanh                           |                                                                             |                                          |                                          | |
| Hồng Hải                            | Hải Thắng                           |                                                                             |                                          |                                          | |
| Hồng Hải                            | Hải Thịnh                           | Từ đường Nguyễn Văn Cừ đến đường Trần Quốc Nghiễn                           | 560                                      | 16                                       | |
| Hồng Hải                            | Hải Thụy                            |                                                                             |                                          |                                          | |
| Hồng Hải                            | Hải Trường                          |                                                                             |                                          |                                          | |
| Hồng Hải                            | Hải Vân                             |                                                                             |                                          |                                          | |
| Hồng Hải                            | Hải Yến                             |                                                                             |                                          |                                          | |
| Hồng Hải                            | Hoàng Diệu                          | Từ đường Nguyễn Văn Cừ đến phố Đông Hồ                                      |                                          |                                          | |
| Hồng Hải                            | Hồng Long                           |                                                                             |                                          |                                          | |
| Hồng Hải                            | Hồng Quảng                          | Từ đường Nguyễn Văn Cừ đến đường Trần Quốc Nghiễn                           | 255                                      | 14                                       | Tên cũ của một phần tỉnh Quảng Ninh giai đoạn 1955-1963                                                   |
| Hồng Hải                            | Kim Hoàng                           | Từ cầu Kênh Liêm đến phố Đông Hồ                                            |                                          |                                          | |
| Hồng Hải                            | Phan Đăng Lưu                       | Từ phố Hải Long đến đường Nguyễn Văn Cừ                                     |                                          |                                          | |
| Hồng Hải                            | Quang Trung                         | Từ đường Nguyễn Văn Cừ đến Ngã ba                                           |                                          |                                          | |
| Hùng Thắng                          | Lâm Bi                              | Từ đường Hoàng Quốc Việt đến phố Thanh Niên                                 |                                          |                                          | Tên gọi khác của vùng đất nay thuộc phường                                                                |
| Hùng Thắng                          | Thanh Niên                          | Từ đường Hùng Thắng đến đường Hạ Long                                       |                                          |                                          | |
| Trần Hưng Đạo                       | Giếng Đồn                           | Từ đường Trần Hưng Đạo đến đường Cao Thắng                                  |                                          |                                          | Phố ẩm thực khu vực Hòn Gai                                                                               |
| Trần Hưng Đạo                       | Hồng Tiến                           | Từ phố Cao Mang đến phố Nguyễn Hiền                                         | 350                                      | 5                                        | Địa danh quen thuộc đã ăn sâu vào tiềm thức của nhân dân địa phương                                       |
| Trần Hưng Đạo                       | Tô Hiến Thành                       | Từ đường Trần Hưng Đạo đến phố Hồng Tiến                                    |                                          |                                          | Phố đi qua Chợ Hạ Long II                                                                                 |
| Trần Hưng Đạo                       | Trần Nguyên Hãn                     | Từ đường Trần Hưng Đạo đến giáp núi                                         |                                          |                                          | |
| Trần Hưng Đạo                       | Trần Nhật Duật                      | Từ đường Trần Hưng Đạo đến phố Năm Cống                                     |                                          |                                          | |
| Việt Hưng                           | Việt Hưng                           | Từ đường Đồng Đăng đến đường Đồng Đăng                                      |                                          |                                          | Gắn với địa danh phường Việt Hưng                                                                         |
| Yết Kiêu                            | Dã Tượng                            | Từ đường Lê Lợi đến đường Trần Phú                                          |                                          |                                          | |
| Yết Kiêu                            | Lam Sơn                             | Từ đường Lê Lợi đến đường bao biển                                          | 200                                      | 7,5                                      | |
| Yết Kiêu                            | Lương Thế Vinh                      | Từ đường Lê Lợi đến đường Trần Thái Tông                                    | 500                                      | 5,5                                      | |
| Yết Kiêu                            | Năm Cống                            | Từ đường Lê Lợi đến phố Cao Mang                                            | 300                                      | 5,5                                      | Gắn với địa danh cũ                                                                                       |
| Yết Kiêu                            | Ngô Sỹ Liên                         | Từ phố Ngô Thì Nhậm đến đường Trần Thái Tông                                | 500                                      | 5,5                                      | |
| Yết Kiêu                            | Ngô Thì Nhậm                        | Từ đường Lê Lợi đến đường Trần Thái Tông                                    | 500                                      | 5,5                                      | |
| Yết Kiêu                            | Nguyễn Thái Học                     | Từ đường Lê Lợi đến phố Vũng Tàu                                            | 900                                      | 5,5                                      | |
| Yết Kiêu                            | Phạm Ngũ Lão                        | Từ đường Lê Lợi đến giáp kênh                                               |                                          |                                          | |
| Tổng số phố đã đặt tên: 134         | Tổng số phố đã đặt tên: 134         | Tổng số phố đã đặt tên: 134                                                 | Tổng chiều dài các phố đã biết: 42.572 m | Tổng chiều dài các phố đã biết: 42.572 m | Tổng chiều dài các phố đã biết: 42.572 m                                                                  |

## Xã hội

### Dân cư
Năm 2016, thành phố Hạ Long ngoài dân tộc Kinh chiếm đa số còn có 15 dân tộc khác gồm: Tày, Hoa, Cao Lan, Dao, Sán Dìu, Mường, Thái, Nùng, Hán, Thổ, PaKo, Sán Chỉ, Thanh Y, Thái Thổ, H Mông với 830 nhân khẩu sống chủ yếu ở các phường Hà Phong, Đại Yên, Việt Hưng, Hà Khánh. Dân số toàn thành phố năm 2018 là 274.000-305.000 người.

### Giáo dục
Thành phố có các trường đào tạo hệ cao đẳng, đại học là: Cao đẳng Y tế Quảng Ninh, Đại học Hạ Long cơ sở 2, Cao đẳng nghề mỏ Hồng Cẩm và 4 trường trung cấp dạy nghề, 12 trường THPT (bao gồm các trường liên cấp), 38 trường THCS, PTCS và tiểu học. Năm 2002, thành phố được công nhận phổ cập trung học cơ sở.

### Tôn giáo
Đạo Phật ở Hạ Long có khoảng 5032 phật tử với hơn 5 chùa, trong đó có 3 chùa nổi tiếng nhất là chùa Long Tiên ở phường Hồng Gai, chùa Lôi Âm ở phường Đại Yên và chùa Quang Nghiêm ở phường Hà Tu. Đạo Công giáo ở Hạ Long có khoảng 1759 tín đồ với 1 nhà thờ. Ngoài ra ở phố Bến Đoan có đền thờ đức ông Trần Quốc Nghiễn và bốn miếu nhỏ, trong đó 2 miếu thờ Thành Hoàng đã bị bom Mỹ san bằng.

### Thông tin liên lạc
Thành phố vẫn tiếp tục thực hiện theo quy hoạch: mở rộng hệ thống bưu điện và các dịch vụ bưu điện, điện thoại tới các phường, xã, hải đảo, khuyến khích tạo mọi điều kiện cho nhân dân khai thác và sử dụng, đầu tư phát triển mạng điện thoại, bưu điện phục vụ sản xuất kinh doanh và sinh hoạt.
Ngoài hệ thống thông tin liên lạc đường dây còn có hệ thống thông tin liên lạc không dây của Vinaphone, Mobifone, Viettel, Vietnamobile phủ sóng khắp thành phố và cả khu vực vịnh Hạ Long, đã tạo điều kiện rất thuận lợi cho phục vụ khách du lịch cũng như nhân dân thành phố. Thành phố có một bưu cục trung tâm, một tổng đài có hơn 80.000 số hoà mạng lưới quốc gia. Tuyến đường cáp quang nối với Hà Nội đã được xây dựng, dịch vụ internet cũng phát triển rất nhanh. Tổng số máy điện thoại cố định trên địa bàn năm 2010 đạt trên 80.000 máy, mật độ điện thoại đạt hơn 36 máy/100 dân; có hơn 43% người dân sử dụng dịch vụ Internet; trên 380.000 thuê bao di động trả trước và trả sau. Toàn thành phố có hơn 17.500 hộ thuê bao dịch vụ truyền hình cáp. Hiện tại một phần thành phố, kể cả vùng vịnh Hạ Long đã được phủ sóng Wi-Fi miễn phí.

### Ẩm thực

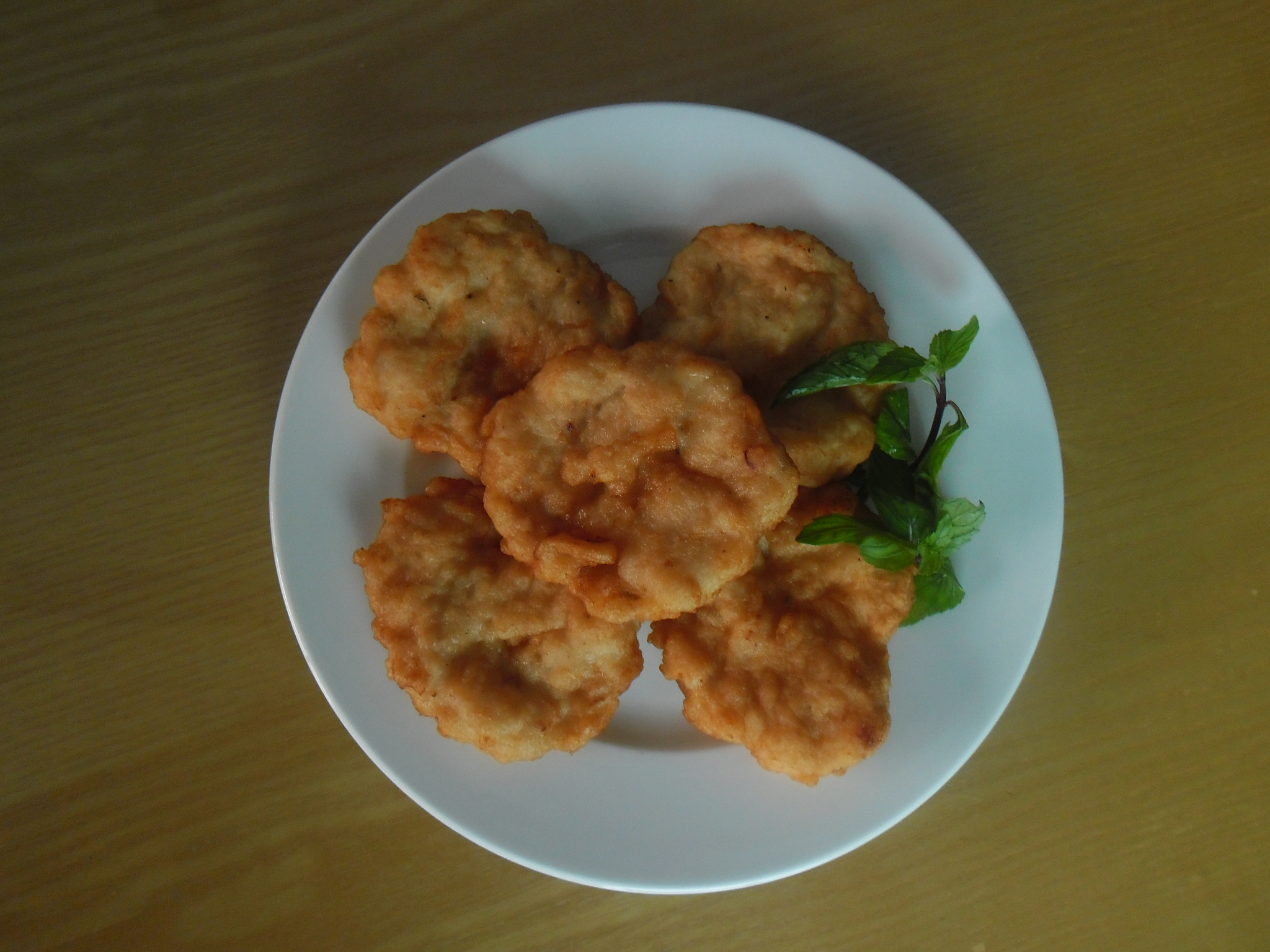
Chả mực - món chả được chế biến công phu và đắt tiền

Ẩm thực Hạ Long là một trong những yếu tố đặc trưng của thành phố này. Các món ăn ở đây chủ yếu được chế biến từ hải sản nhưng theo những phương pháp truyền thống của dân miền biển và bằng những loài hải sản độc đáo mà nhiều người còn chưa được nhìn thấy bao giờ. Ví dụ như ngán là một loài nhuyễn thể chỉ sống ở Quảng Ninh. Ngán rất bổ dưỡng và chế biến được nhiều món ăn ngon khác nhau như ngán luộc, ngán nướng, gỏi ngán, cháo ngán, bún ngán. Mỗi món ngán được chế biến theo những cách khác nhau lại có hương vị riêng.
Ngoài ra còn rất nhiều đặc sản khác mà du khách không thể bỏ qua khi đến Hạ Long như: chả mực (ăn với xôi, bánh cuốn), canh hà, cà sáy (cà sáy là con vịt lai ngan), sam Hạ Long, sò huyết, ruốc (Ruốc lỗ là một loài thuộc họ bạch tuộc nhưng chỉ nhỏ bằng ngón chân cái đứa trẻ), tu hài, tôm hùm, bề bề, sá sùng, cù kỳ (cù kỳ là một loại cua biển có hai càng rất to, chân có nhiều lông, thịt chắc và rất thơm), ghẹ, hàu, mực...
Các phố ẩm thực của Hạ Long thu hút đông người dân và du khách: phố Giếng Đồn, đường Trần Quốc Nghiễn,...

### Khu đô thị
Hiện nay, trên địa bàn thành phố Hạ Long đã và đang hình thành một số khu đô thị cao cấp như: 
1. Mon Bay Hạ Long trên đường Trần Quốc Nghiễn. Dự án là tổ hợp gồm căn hộ chung cư cao cấp, liền kề, nhà phố thương mại.
2. Vinhomes Dragon Bay của tập đoàn Vingroup, nằm tại Bến Đoan. Quy mô gồm 380 căn hộ nhà phố thương mại vừa ở và kinh doanh.
3. Times Garden tại Cột Đồng Hồ, giáp các đường lớn là Lê Thánh Tông, 25 Tháng 4.
4. Khu chung cư The Sapphire Residence Doji Hạ Long của Chủ đầu tư Doji tại Bến Đoan, bên đường Trần Quốc Nghiễn và đường bao biển. Quy mô dự án gồm 2 tòa căn hộ cao 31 tầng, 2 tầng hầm, 2 tầng trung tâm thương mại.
5. Khu đô thị Việt Hưng.
6. Khu đô thị Cao Xanh - Hà Khánh.

Ngoài các khu đô thị lớn tại Hạ Long còn hàng loạt những dự án lớn về nghỉ dưỡng như dự án FLC Grand Hotel Hạ Long (của tập đoàn FLC), hàng loạt dự án của CĐT BIM Group reen Bay Village, Green Bay Pearl Villas, Green Bay Premium), Vinpearl Hạ Long (Tập đoàn Vingroup),...

## Du lịch

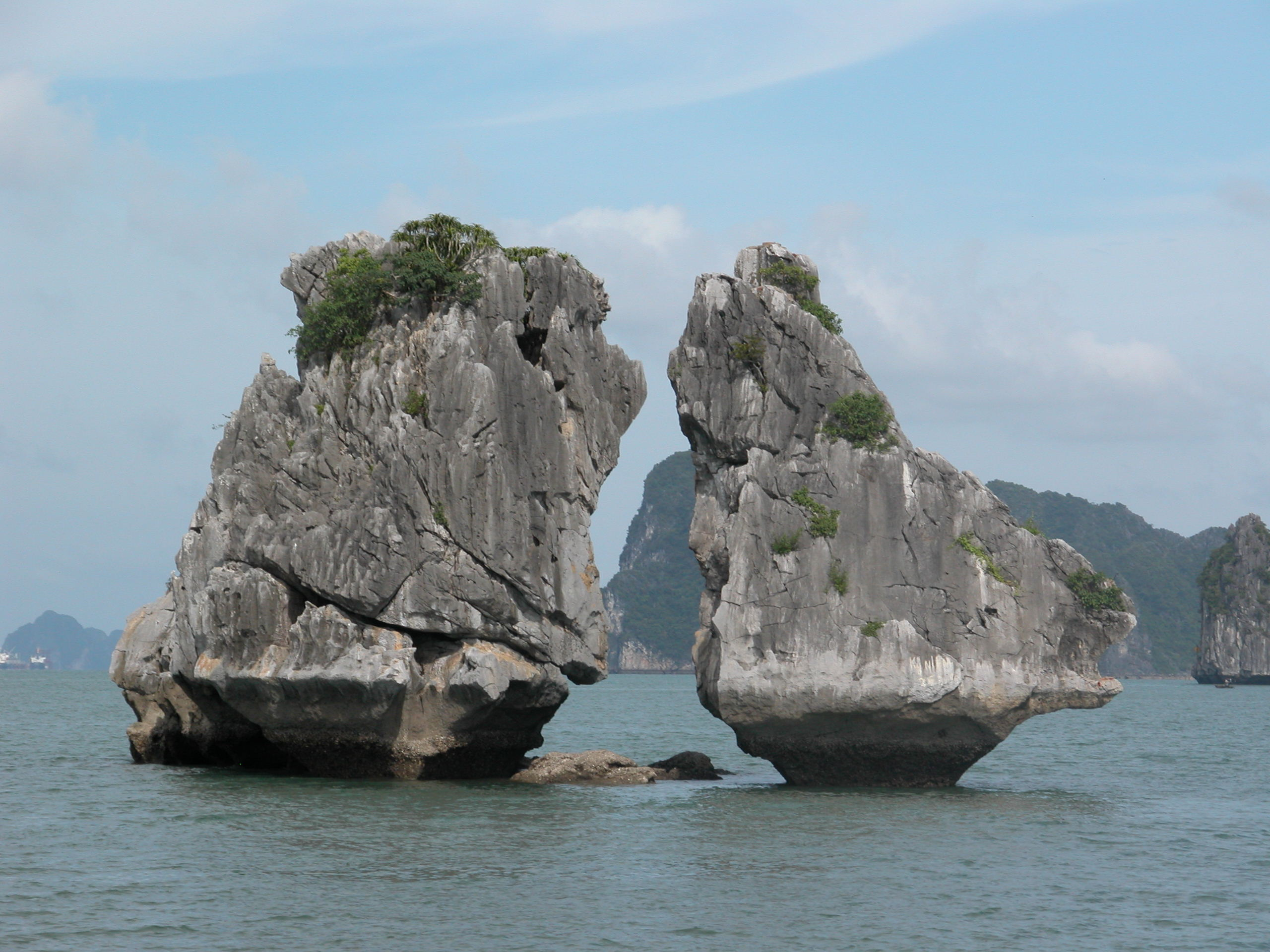
Hòn Gà Chọi - một trong những danh thắng nổi tiếng nhất vịnh Hạ Long

Hạ Long được mệnh danh là thành phố du lịch, trung tâm du lịch lớn của Việt Nam. Năm 2015 số du khách đến Hạ Long đạt trên 6 triệu lượt người. Vịnh Hạ Long đã được UNESCO công nhận là Di sản thiên nhiên thế giới 2 lần. Ngoài ra vào ngày 12 tháng 11 năm 2012 (theo giờ Việt Nam), vịnh Hạ Long được tổ chức New7Wonders tuyên bố là một trong bảy kỳ quan thiên nhiên thế giới mới. Hạ Long đã được nhận Cúp quốc gia về môi trường là Thành phố xanh - sạch - đẹp.
Gắn liền với vịnh Hạ Long, các phường Bãi Cháy, Tuần Châu, Hùng Thắng đang là vùng phát triển các khách sạn nhà hàng và xây dựng các công trình du lịch. Hạ Long có hàng trăm khách sạn lớn nhỏ với nhiều khách sạn 4, 5 sao, trang thiết bị đầy đủ và hiện đại, đáp ứng nhu cầu của khách quốc tế và nội địa.
Các bãi tắm Hạ Long, Tuần Châu ngày càng được tu bổ, phát triển. Bên bờ Tây thành phố (Hòn Gai) đang dự kiến xây dựng 2 bãi tắm nhân tạo phục vụ dân cư thành phố.
Tập đoàn Sun Group đã xây dựng Công viên Sun World Ha Long Park lớn nhất Việt Nam tại Bãi Cháy và Hòn Gai. Ngoài ra còn rất nhiều các hạng mục du lịch đẳng cấp của các tập đoàn lớn trong và ngoài nước như Vin Group, FLC,...
Ngoài vịnh, với gần 30 hang động đã được phát hiện, các hang động Thiên Cung, Hòn Đũa, Đầu Gỗ, hang Sửng Sốt đã được đưa vào phục vụ du lịch nhiều năm.
Cụm di tích lịch sử và danh thắng ở trung tâm thành phố bao gồm núi Bài Thơ, đền thờ Đức ông Trần Quốc Nghiễn, chùa Long Tiên. Các danh thắng lịch sử, các sinh hoạt văn hoá và sinh cảnh, các đồi thông, các công viên thành phố đang được khai thác để đón hàng triệu khách trong những năm tới.
Các sự kiện du lịch lễ hội cũng thu hút khách du lịch như Carnaval, Hội chợ Ocop, lễ hội chợ hoa xuân.
Vào tối ngày 23 tháng 6, thành phố biển Hạ Long đã chào đón một địa điểm du lịch mới mới: Phố đi bộ Bài Thơ. Đây là một sự kiện thú vị cho cả người dân địa phương và khách du lịch, đặc biệt vào cuối tuần.

## Hạ Long trong văn học

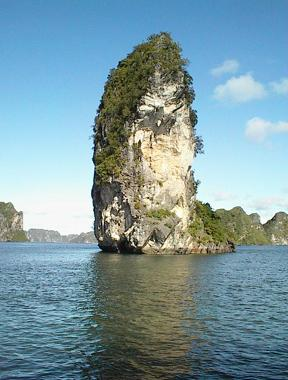
Hòn Cánh Buồm

| “               | Nhận nước trăm sông sóng cuộn đầy Núi bày cờ thế, biếc liền mây Xưa theo người khác luôn bền chí Giờ đã tung hoành một chớp tay Đế Chủ điệp trùng quân hổ mạnh Hải Đông đã tắt khói lang bay Trời Nam muôn thủa non sông vững Yển vũ tu văn dựng nước này | ” |
| — Lê Thánh Tông | |   |

| “                                                       | Hạ Long, ngày 4 tháng 7 năm 1994 ...Ngày nay, được xác định là một thành phố, Hạ Long có nhiều điều kiện thuận lợi để xây dựng và phát triển, thật sự là một thành phố trẻ, đẹp, văn minh, xứng đáng là trung tâm chính trị, kinh tế, văn hóa, xã hội của tỉnh Quảng Ninh, có vị trí quan trọng trong vùng kinh tế trọng điểm: Hà Nội - Hải Phòng - Quảng Ninh, góp phần xây dựng Tổ quốc ta ngày càng vững mạnh... | ” |
| — Võ Văn Kiệt, Thủ tướng Chính phủ nước CHXHCN Việt Nam | |   |

 "Con cóc, con gà quê hương cùng góp cho Hạ Long thành thắng cảnh"
- Mặt đường khát vọng, Nguyễn Khoa Điềm

## Thành phố kết nghĩa
- Vũng Tàu, nơi đây có con đường ven biển mang tên Hạ Long.

## Hình ảnh

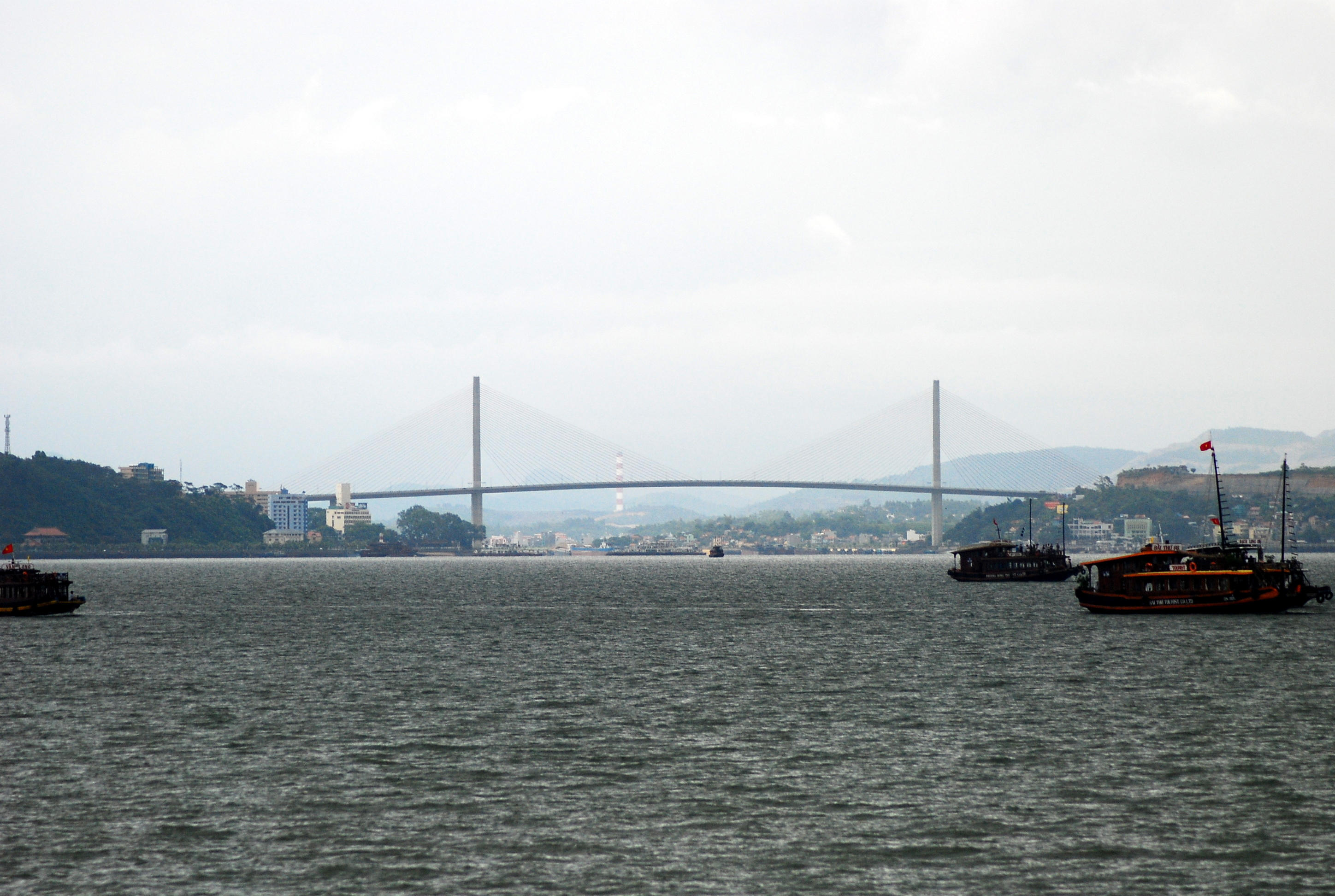
Cầu Bãi Cháy
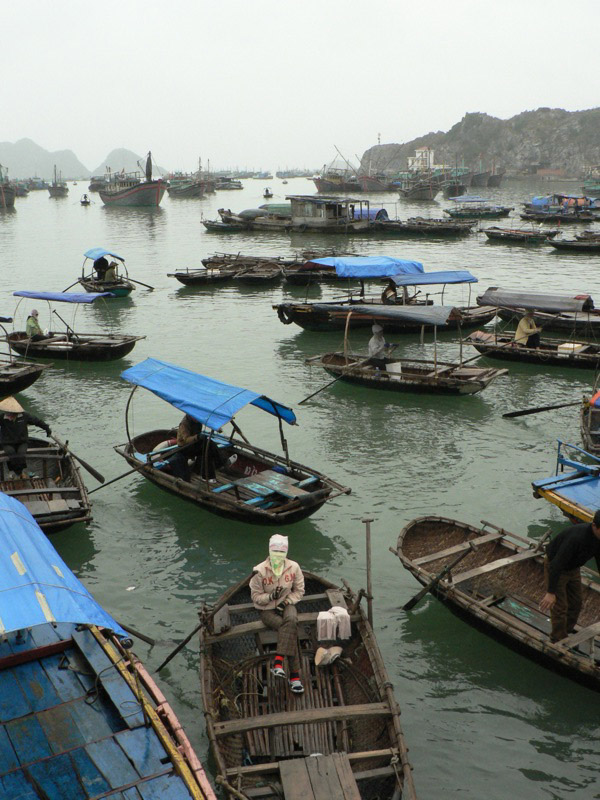
Vạn chài trên Vịnh
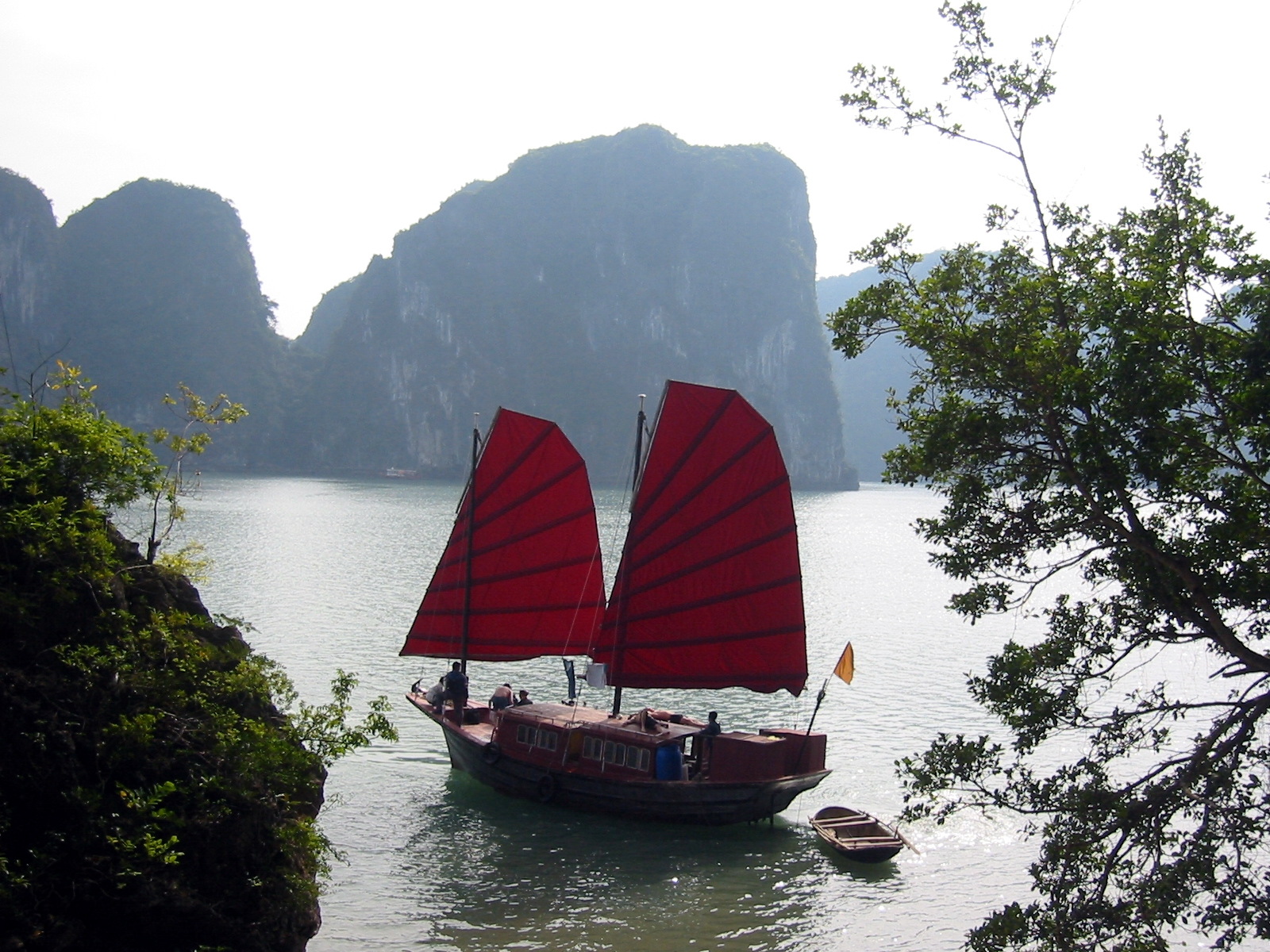
Cánh buồm kiểu Hạ Long truyền thống màu đỏ tương phản trên mặt nước xanh
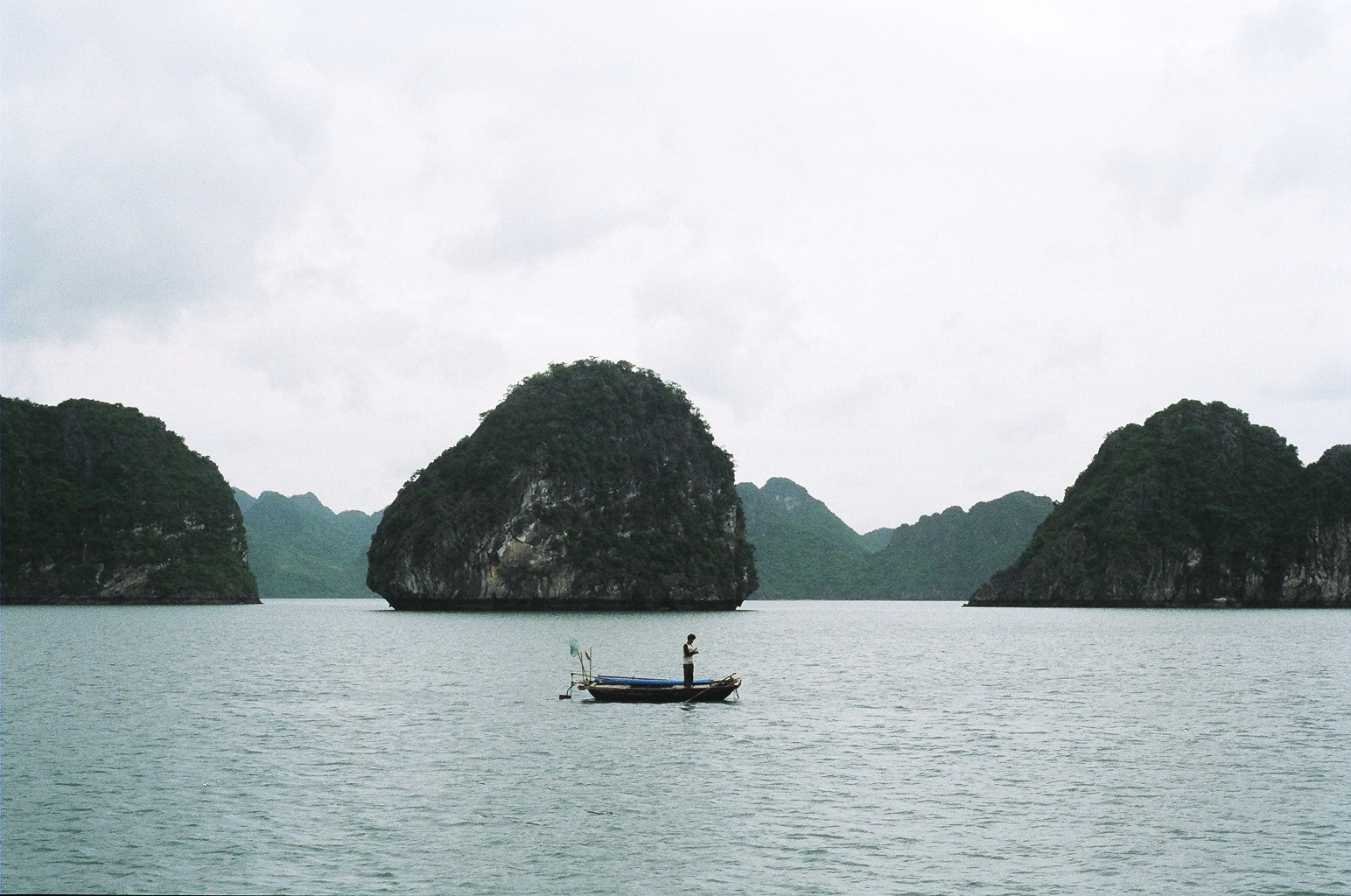
Kiến tạo địa chất kiểu Phong Linh với các đỉnh tách rời nhau
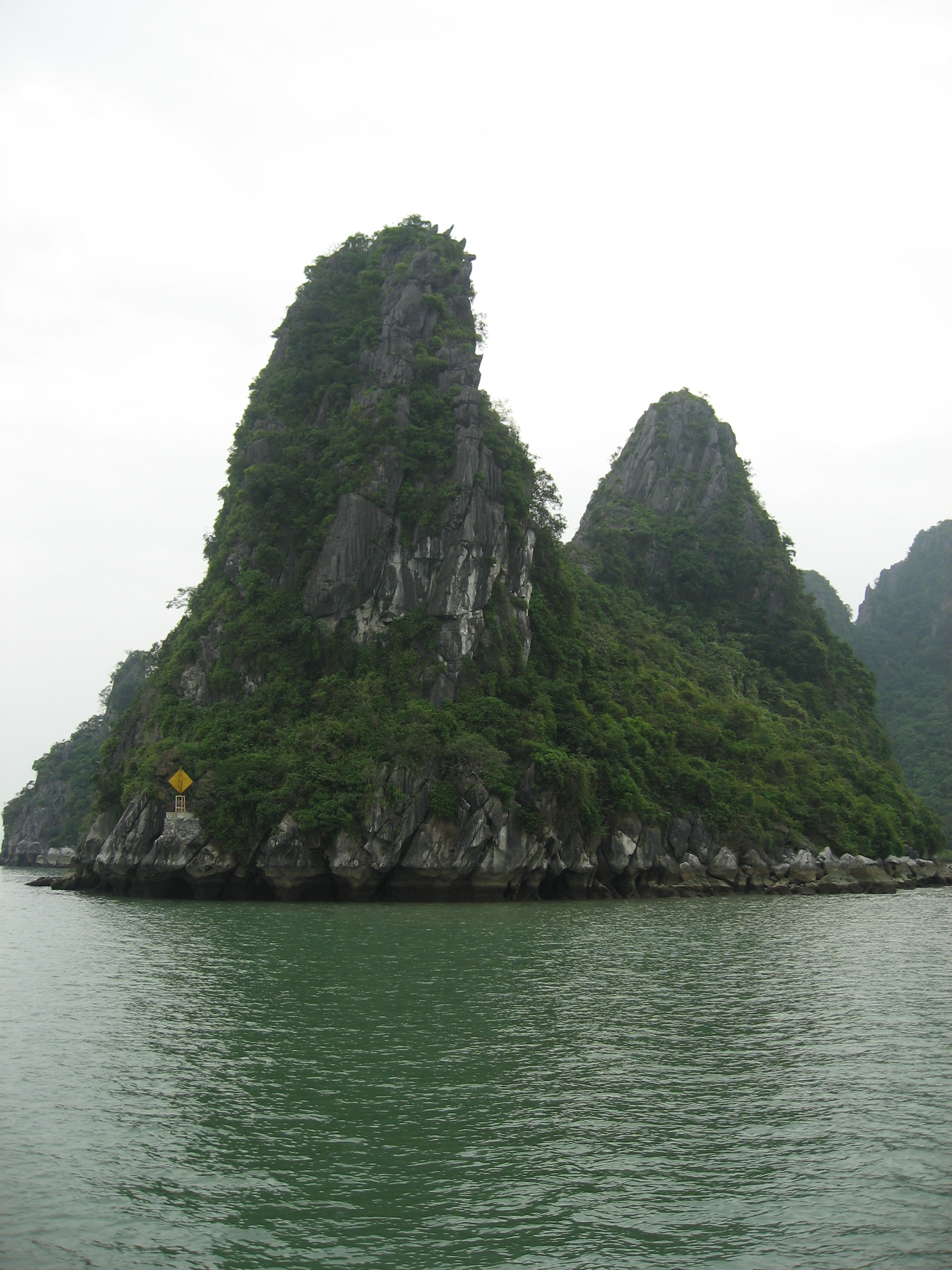
Những đảo đá có hình thù kỳ lạ và đẹp mắt
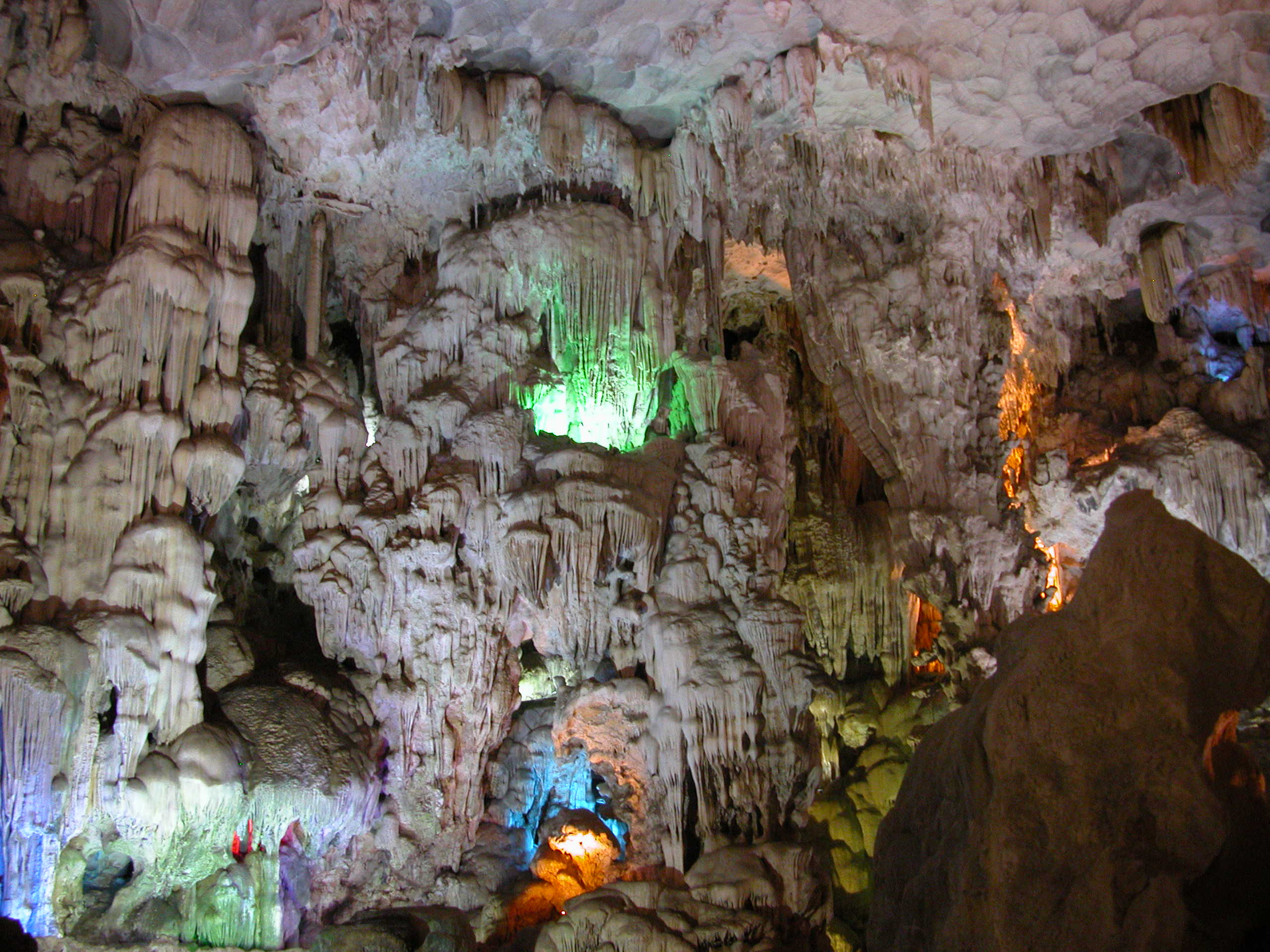
Thạch nhũ trong động Thiên Cung